# 端島 (長崎県)
端島（はしま）は、長崎県長崎市（旧：西彼杵郡高島町）にある島。通称は軍艦島（ぐんかんじま）。「羽島」とも書いていた。
明治時代から昭和時代にかけて海底炭鉱によって栄え、日本初の鉄筋コンクリート造の高層集合住宅も建造されるなど、1960年代には東京以上の人口密度を有していた。1974年（昭和49年）の閉山にともない、島民が島を離れてからは無人島である。
2015年（平成27年）、国際記念物遺跡会議（イコモス）により、端島炭坑を構成遺産に含む「明治日本の産業革命遺産 製鉄・製鋼、造船、石炭産業」がユネスコの世界文化遺産に登録された。
2025年現在、老朽化が進んでおり保全対策が一つの課題となっている。

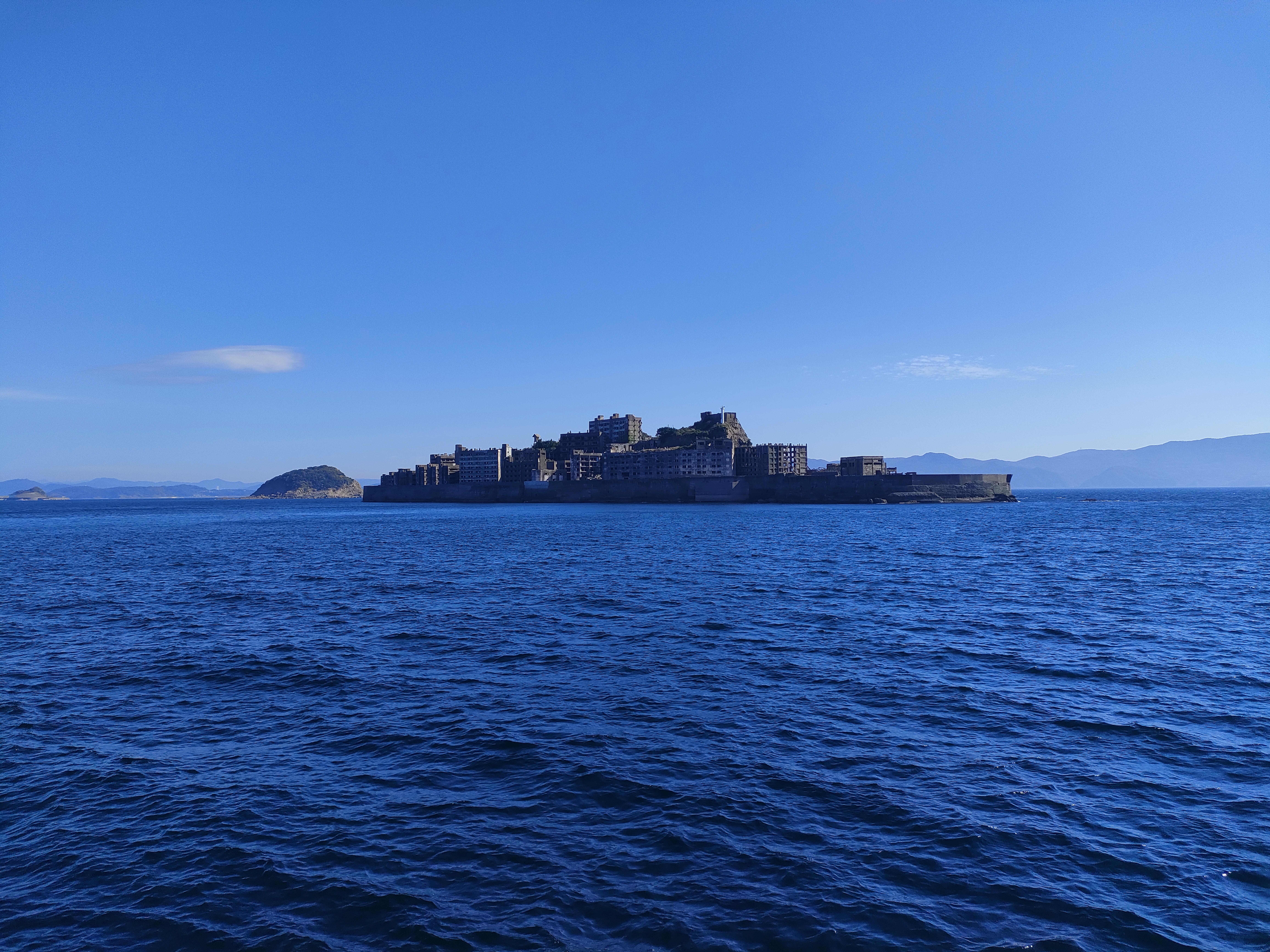
船上から撮影した端島（2023年）

## 地理

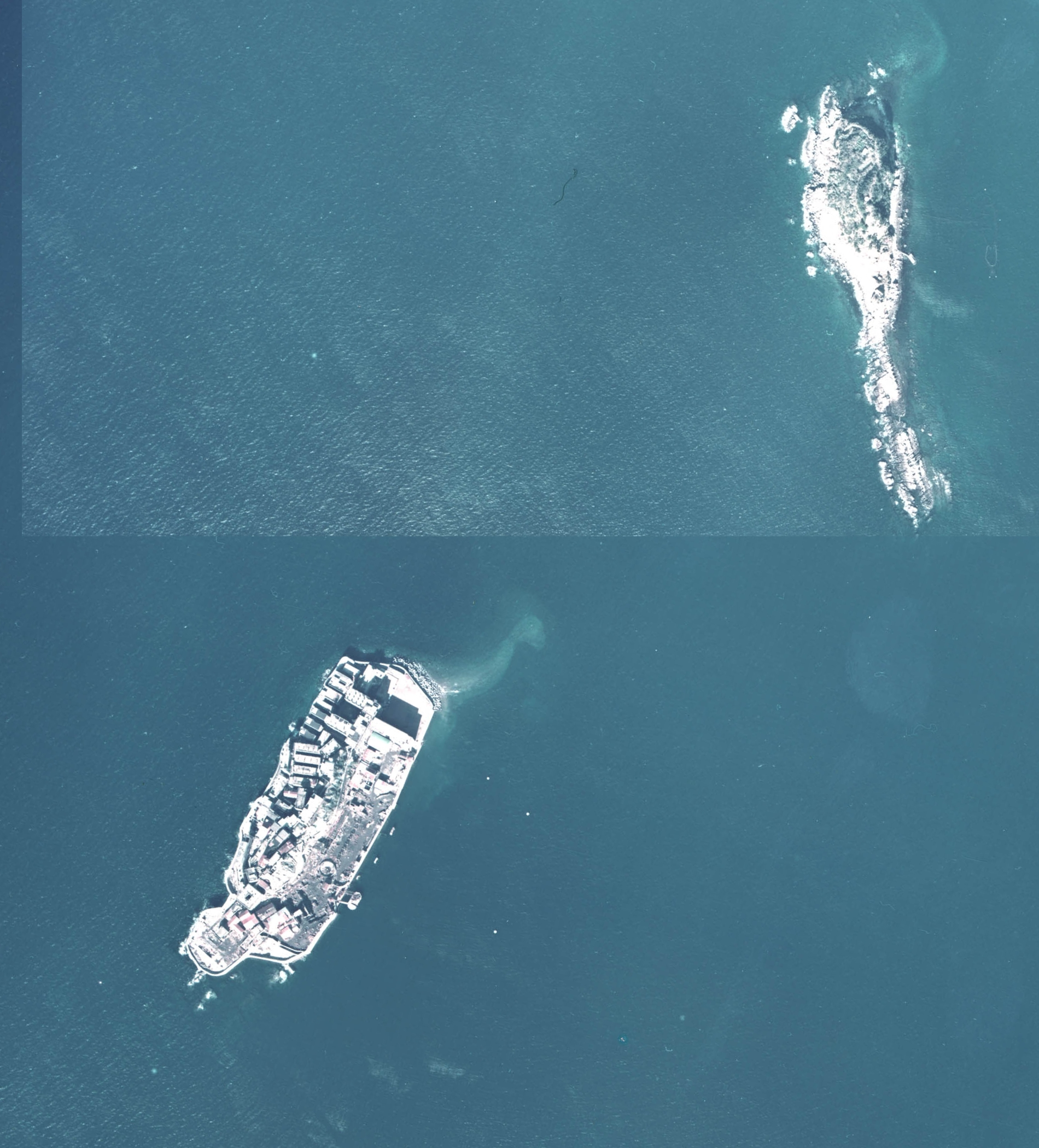
左下が端島、右上が中ノ島。閉山の1974年撮影。

同じく炭鉱で栄えていた高島の南端からは南西に約2.5キロメートルの距離にあり、長崎半島（野母半島）からは約4.5キロメートル離れている。
端島と高島の間には中ノ島という小さな無人島があり、ここにも炭鉱が建設されたが、わずか数年で閉山となり、島は端島の住民が公園や火葬場・墓地として使用していた。そのほか端島の南西には「三ツ瀬」という岩礁があり、端島炭鉱から坑道を延ばしてその区域の海底炭鉱でも採炭を行っていた。
端島は元々、南北約320メートル、東西約120メートルの小さな瀬だった。その小さな瀬と周囲の岩礁・砂州を、1897年（明治30年）から1931年（昭和6年）にわたる6回の埋め立て工事によって、約3倍の面積に拡張した。その大きさは南北に約480メートル、東西に約160メートルで、南北に細長く、海岸線は直線的で、島全体が護岸堤防で覆われている。面積は約6.3ヘクタール、海岸線の全長は約1,200メートル。島の中央部には埋め立て前の岩山が南北に走っており、その西側と北側および山頂には住宅などの生活に関する施設が、東側と南側には炭鉱関連の施設がある。
旧高島町の年間平均気温は15 - 16℃。平均降水量は2,000ミリメートル、冬は比較的雨量が多い。夏は南東風・南風、冬は北西風・北風が多い。
この島には植物が非常に少なく、住民は本土から土砂を運んで屋上庭園を作り、家庭でもサボテンをはじめ観葉植物をおくところが多かった。また、主婦には生け花が人気だったという。西山夘三も草木はほとんどないと述べているが、これについては誇張的という指摘がある。閉山後の調査では二十数項目の植物が確認されており、特にオニヤブマオ（イラクサ科）、ボタンボウフウ（セリ科）、ハマススキ（イネ科）の3種が端島の主な植物として挙げられている。

## 歴史
端島炭坑の歴史区分は大まかに、第一期・原始的採炭期(1810 - 1889年)、第二期・納屋制度期(1890 - 1914年)、第三期・産業報国期(1914 - 1945年)、第四期・復興と近代化期(1945 - 1964年)、第五期・石炭衰退と閉山期(1964 - 1974年)、第六期・廃墟ブームと産業遺産期(1974年 - )に分けられる。

### 第一期・原始的採炭期(1810 - 1889年)
端島の名がいつごろから用いられるようになったのか正確なところは不明だが、『正保国絵図』には「はしの島」、『元禄国絵図』には「端島」と記されている。『天保国絵図』にも「端島」とある。
端島での石炭の発見は一般に1810年（文化7年）のこととされる（発見者は不明）が、『佐嘉領より到来之細書答覚』によると、1760年（宝暦10年）に佐賀藩深堀領の蚊焼村（旧三和町・現長崎市）と幕府領の野母村・高浜村（旧野母崎町・現長崎市）が端島・中ノ島・下二子島（のちに、埋め立てにより高島の一部となる）・三ツ瀬の領有をめぐって争いになり、その際に両者とも「以前から自分達の村で葛根掘り、茅刈り、野焼き、採炭を行ってきた」と主張、特に後者は「四拾年余以前」に野母村の鍛冶屋勘兵衛が見つけ、高浜村とともに採掘し、長崎の稲佐で売り歩いていたと述べている。なお当時は幕府領では『初島』と、佐賀領では『端島』と書いていたようである（『佐嘉領より到来之細書答覚』『安永二年境界取掟書』『長崎代官記録集』）。

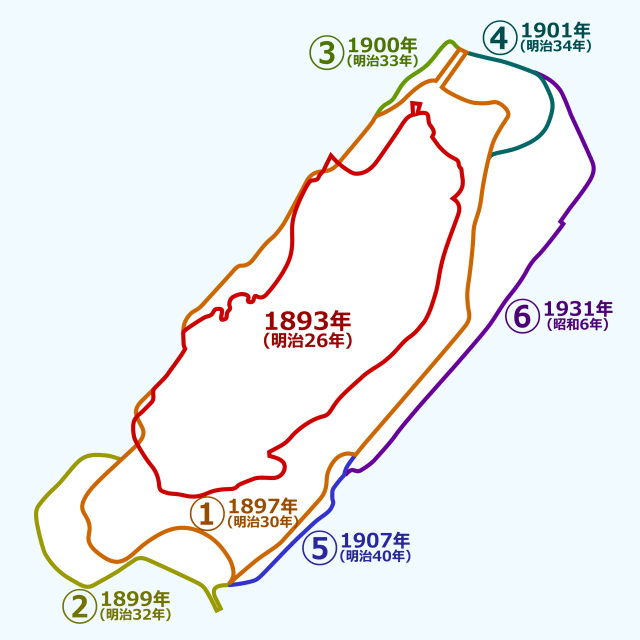
端島（軍艦島）の埋立の歴史

このように石炭発見の時期ははっきりしないが、いずれにせよ江戸時代の終わりまでは、漁民が漁業の傍らに「磯掘り」と称し、ごく小規模に露出炭を採炭する程度であった。1869年（明治2年）には長崎の業者が採炭に着手したものの、1年ほどで廃業し、それに続いた3社も1年から3年ほどで台風による被害のために廃業に追い込まれた。36メートルの竪坑が無事に完成したのは1886年（明治19年）のことで、これが第一竪坑である。

### 第二期・納屋制度期(1890 - 1914年)

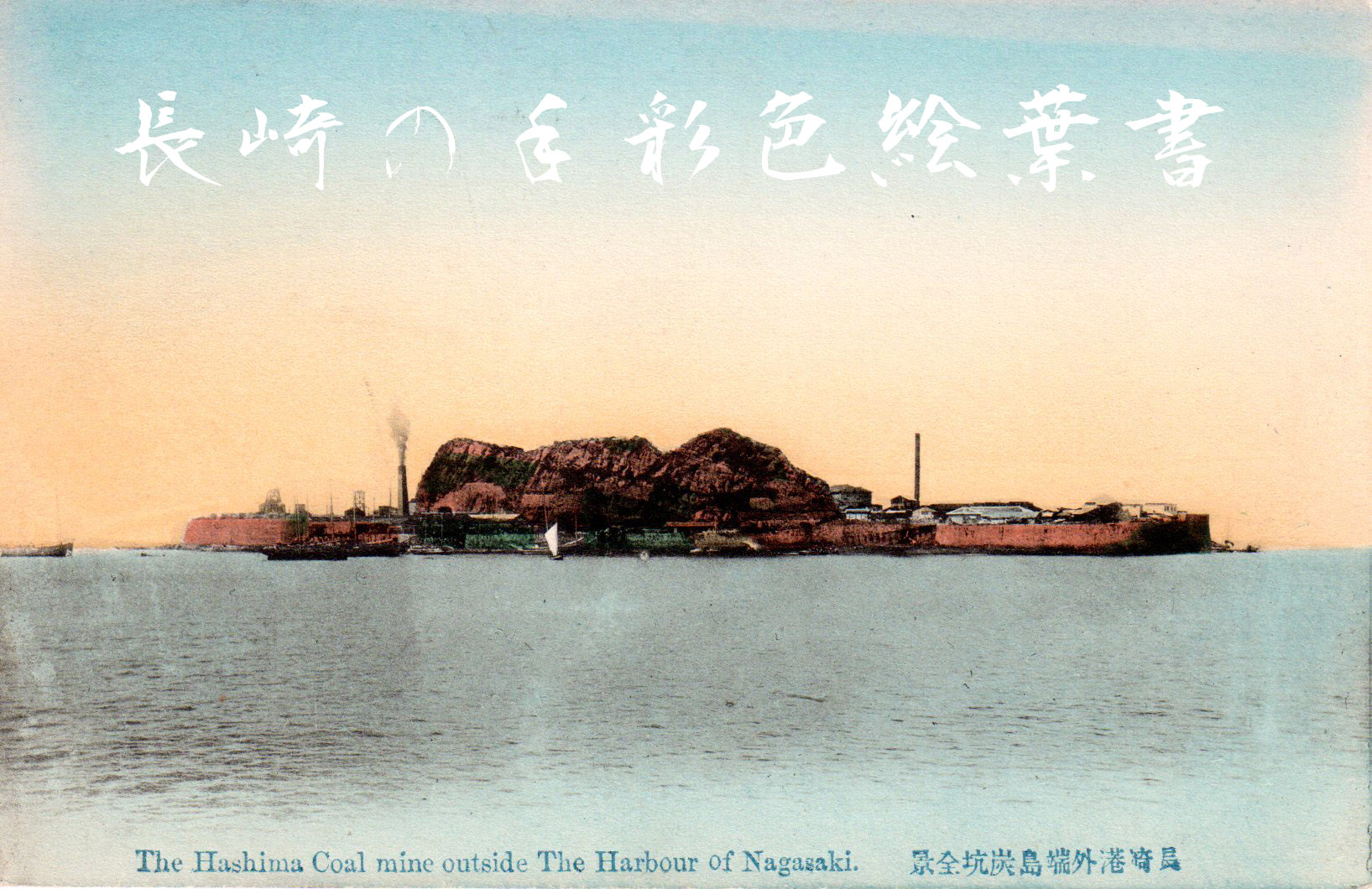
明治後期の端島

1890年（明治23年）、端島炭鉱の所有者であった鍋島孫太郎（鍋島孫六郎、旧鍋島藩深堀領主）が三菱社へ10万円で譲渡。端島はその後100年以上にわたり三菱の私有地となる。譲渡後は第二竪坑と第三竪坑の開鑿もあって端島炭鉱の出炭量は高島炭鉱を抜くまでに成長した（1897年）。この頃には社船「夕顔丸」の就航、製塩・蒸留水機設置にともなう飲料水供給開始（1891年。1935年に廃止）、社立の尋常小学校の設立（1893年）など基本的な居住環境が整備されるとともに、島の周囲が段階的に埋め立てられた（1897年から1931年）。
1890年代には隣の高島炭鉱における納屋制度が社会問題となっていたが、端島炭坑でも同様の制度が敷かれていた。高島同様、端島でも労働争議がたびたび起こった。納屋制度期における軍艦島の生活は以下の通り。端島における納屋制度の廃止は高島よりも遅かったが、段階的に廃止され、全ての労働者は三菱の直轄となった。

### 第三期・産業報国期(1914 - 1945年)

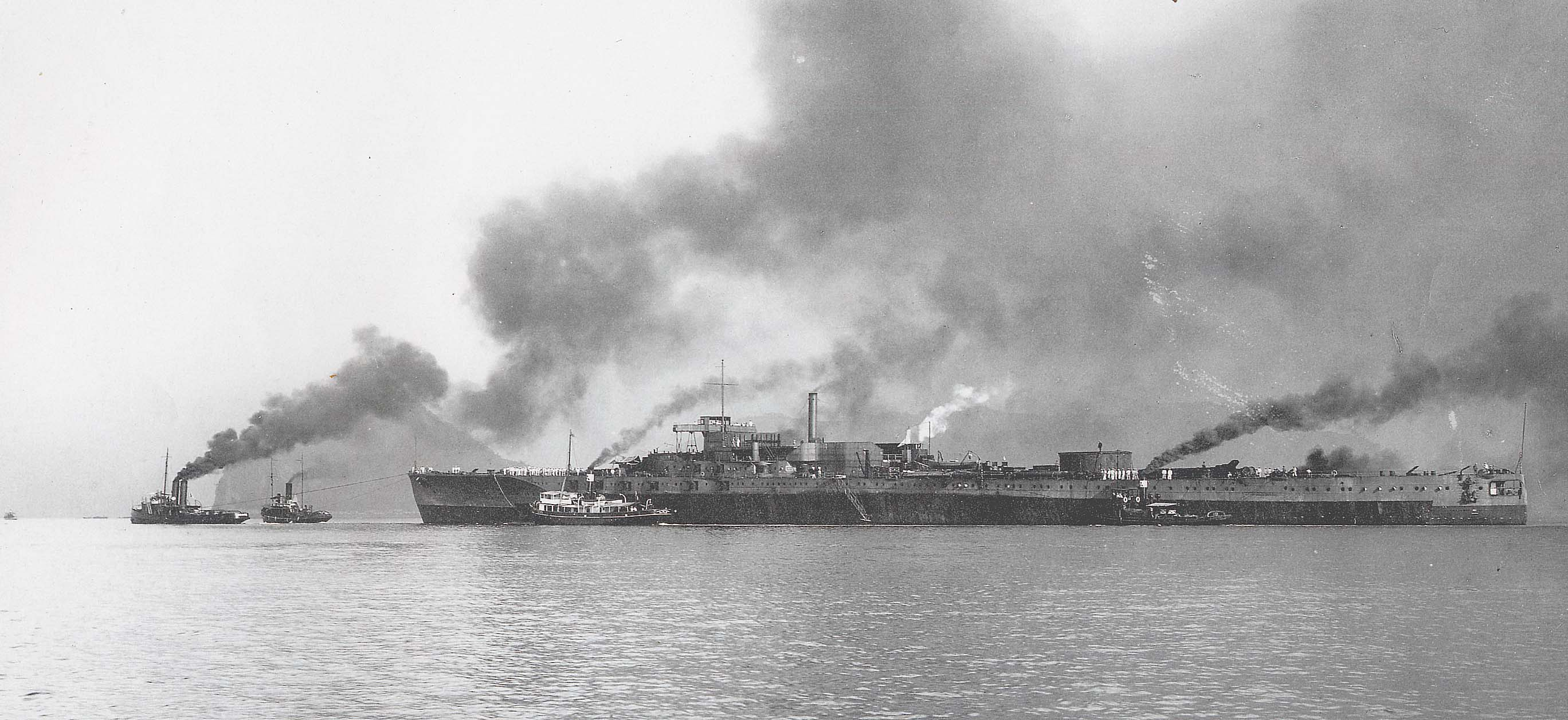
長崎で建造された戦艦「土佐」

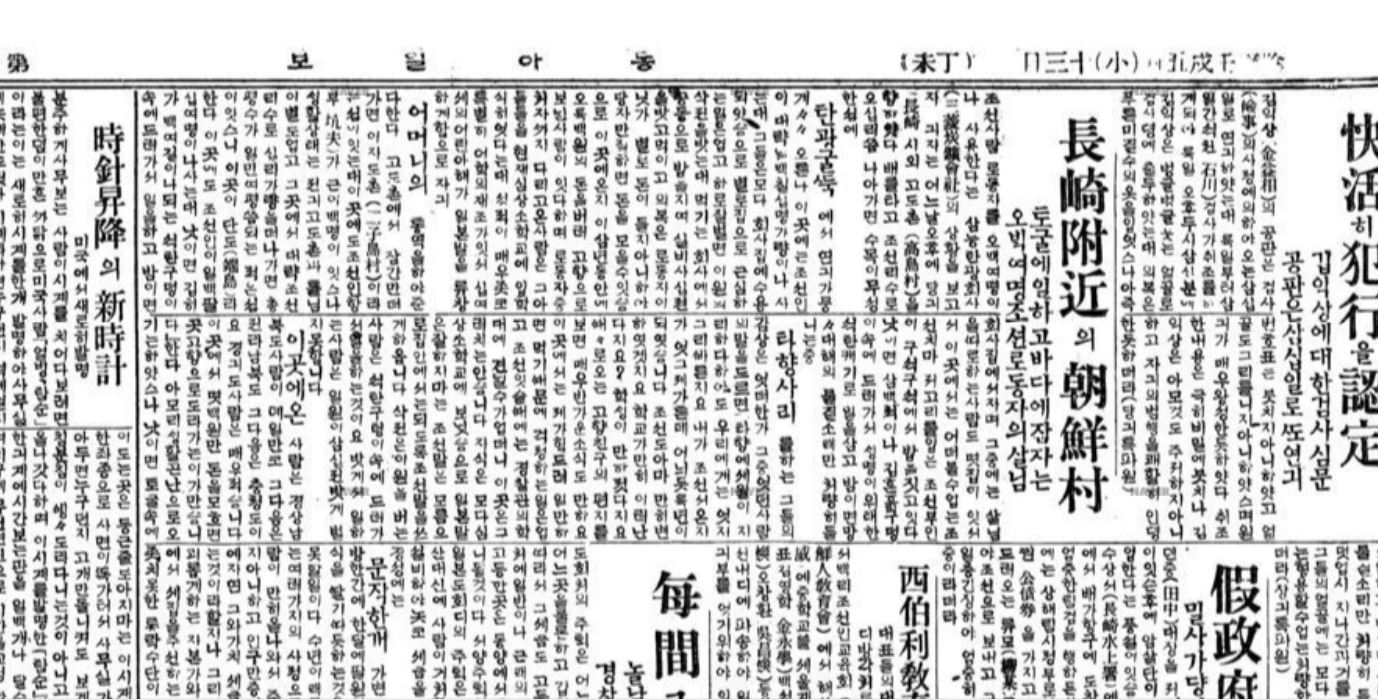
『東亞日報』1922年6月8日「長崎付近の朝鮮村」

納屋制度の廃止・三菱による坑夫の直轄化がRCアパートの建造とともに進められ、1916年（大正5年）には日本で最初の鉄筋コンクリート造の集合住宅「30号棟」が建設された。この年には大阪朝日新聞が端島の外観を「軍艦とみまがふさうである」と報道しており、5年後の1921年（大正10年）に長崎日日新聞も、当時三菱重工業長崎造船所で建造中だった日本海軍の戦艦「土佐」に似ているとして「軍艦島」と呼んでいることから、「軍艦島」の通称は大正時代ごろから用いられるようになったとみられる。ただし、この頃はまだ鉄筋コンクリート造の高層アパートは少なく（30号棟と日給社宅のみ）、大半は木造の平屋か2階建てであった。
RC造の30号棟が完成した1916年までに、まず世帯持ち坑夫の納屋（小納屋）が廃止されたが、1930年の直営合宿所の完成以降には、単身坑夫の納屋（大納屋）も順次廃止され、1941年にはついに端島から納屋制度が全廃される。しかし、代わって登場した三菱の直轄寄宿舎も、劣悪であった。例えば1916年に建設された30号棟は、世帯持ち坑内夫向けの6畳一間の小住居がロの字プランの一面に敷き詰められ、その狭さから建設当初から評判が良くなかった。一方で、後に建設された坑外夫向けの16号 - 20号棟は、6畳＋4.5畳というやや広めの間取りで、端島における坑内夫と坑外夫の差別がそのままRC化されていた。

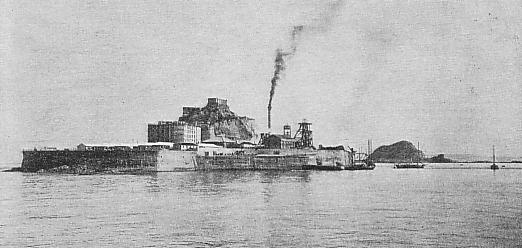
昭和初期の端島

端島炭鉱は良質な強粘炭が採れ、隣接する高島炭鉱とともに、日本の近代化を支えてきた炭鉱の一つであった。それを支える労働者のための福利厚生も急速に整えられ、1937年の時点で、教育、医療保険、商業娯楽等の各施設は、既に相当なレベルで整備されていた。一方で仕事は非常にきつく、1日12時間労働の2交代制で、「星を頂いて入坑し星を頂いて出坑する。陽の光に当ることがない」との言葉がある。
1916年（大正5年）以降から少年および婦人の坑内使役が開始され、大正中期からは内地人の不足を補充するために朝鮮人労働者の使役が開始される。1939年（昭和14年）からは朝鮮人労働者の集団移入が本格化し、最重労働の採鉱夫のほとんどが朝鮮人に置き換えられたほか、1943年（昭和18年）から中国人捕虜の強制労働が開始された。朝鮮人労働者は納屋、中国人捕虜は端島の南端の囲いの中にそれぞれ収容されたという。戦後、高島・端島・崎戸の3鉱の華人労務者やその遺族らが国・長崎県・三菱マテリアル・三菱重工を相手に損害賠償を求めて起こした訴訟では、長崎地裁が2007年3月27日に、賠償請求自体は請求権の期限（20年）が経過しているとして棄却したものの、強制連行・強制労働の不法行為の事実については認定した。彼らの証言については、『軍艦島に耳を澄ませば　端島に強制連行された朝鮮人・中国人の記録』（社会評論社。2011年、2016年増補改訂版）にも記されている。
1935年（昭和10年）3月26日午後10時頃、第一坑でガス爆発事故が発生。翌27日午後4時までに大小10回の爆発事故が続いたことから救出活動を途中で断念。注水による消火活動が行われた。死者17人、重軽傷者17人。
さらに1939年（昭和12年）にも坑内でガス爆発事故が発生し、死傷者34名を出した。
戦時中の1941年から始まった「産業報国戦士運動」の結果、石炭出炭量が最盛期を迎えた1941年（昭和16年）には約41万トンを出炭（端島の歴史における年間最高出炭）、1943年には第2立坑より1日に2,062トンを出炭した。この時期の端島の生活は極めて劣悪で、高浜村端島支所に残された1939年 - 1945年の『火葬認可証下付申請書』によると、この時期の端島における死亡者は日本人1162人、朝鮮人122人、中国人15人であり、朝鮮人や中国人だけでなく日本人も相当な人数が死んでいる。事故による死因は主に爆焼死・圧死・窒息死などだが、日本人の場合は家族で住んでいる者も多かったため、高齢者や衛生状態の悪かった当時の日本のことで幼少者の病死もそれなりにあったのではないかと考えられる。死者が出た他にも、徴兵あるいはケガで働けなくなった等の理由による離島で、補充や入れ替わりがあった可能性も考えれば、どれほど参考となる数字かは疑問だが、1940年の端島の推定人口が3,333人なので単純計算ならばその40%近い死者が出た計算となる。
1945年（昭和20年）6月11日にアメリカの潜水艦「ティランテ」が、停泊していた石炭運搬船「白寿丸」を魚雷で攻撃し撃沈したが、このことは「米軍が端島を本物の軍艦と勘違いして魚雷を撃ち込んだ」という噂話になった。1945年には高島二子発電所が空爆を受け、第2立坑が水没する。1945年（昭和20年）に完成した65号棟（報国寮）北棟の防空用偽装塗装にこの時期の記憶が残る。

### 第四期・復興と近代化期(1945 - 1964年)

労働者に給与として「日本円」の代わりに支払われた、端島の「炭鉱札」（1961年発行）（福岡大学図書館所蔵）。現金を支払わないことで、会社の運転資金の節約と、労働者の移動（「島抜け」「ケツワリ」「ヤマカエ」）を制約する役割がある。1916年施行の工場法で禁止されたが、現実には1960年代まで行われた

終戦直後、朝鮮人・中国人の帰国や生活に困窮した労働者の島外離脱のために一時的に人口が激減するが（なお、1945年当時の端島の人口データは、終戦の混乱期ということもあり、国勢調査のデータで1,656人、高島町端島支所のデータで4,022人と大きな乖離があり、あまりあてにならない）、1945年10月の石炭生産緊急対策要綱による復興資金の供給、さらに1948年にGHQによって輸入砂糖の出炭奨励特配が行われ、また復員者の帰還によって1948年以降には逆に人口が急激に増加する。同時に住宅不足が深刻化する。
この時期には設備の近代化と同時に、労使関係の近代化が行われた。1946年には端島炭鉱労働組合が結成され、組合闘争の結果として賃金が上がり、ますます転入者が増えた。賃金の上昇と同時に炭坑の稼働率は下がり、余暇が増えた。遊び場にブランコも設置され、住みやすくなった。特に1955年の海底水道開通で、いつでも真水の風呂に入れるようになるなど生活環境は劇的に改善した。島内には3つの共同浴場が存在し、職員風呂と坑員風呂の区別があったが、これも労働組合結成直後に起こった差別撤廃闘争で解消するなど、戦前からあった職員と坑員の差別は戦後から閉山期にかけて段階的に解消されていった。
しかし住宅問題は労使のタブーであり、会社の職員に上層の広い部屋があてがわれ、一般の坑員に中層のやや狭い部屋があてがわれ、下請け労働者に下層のとても狭い部屋があてがわれる、と言う区分は労働組合に黙認された。住宅規模は住人の家族数にはあまり考慮が払われておらず、勤続年数や職階など住人のランクに応じたものがあてがわれており、住宅に関しては歴然とした階級社会であった。海が荒れると潮が建物を乗り越えて上から降る「塩降街」の狭い坑員合宿で単身坑夫らが共同生活をしている一方で、砿長の自宅（5号棟）は波のかからない高台の一軒家にあり、全ての一般坑員が3つの浴場を共同で利用している一方で、砿長の自宅には個人用の風呂があった（1952年当時の端島における風呂の数は、一般坑員・職員向けの共同風呂が3か所、上級職員・来客向けのクラブハウス（7号棟）の風呂、砿長の自宅の風呂、計5か所）。
また、会社の立場からは、稼働率の低さ、労働者の流動性の高さ、出炭量の低さが問題となった。労働法の整備などによって、労働者の労働時間が制限されたため、戦時中と比べて人口が急激に増加したにもかかわらず、石炭の生産量は大きくダウンした。「食ったり遊んだりする分しか働かない単身者ではなく、家族持ちを多く採用する」「掛売制の採用（商品の代金を後払いとすることで、代金を払いきるまで半永久的に島外に出られなくする、納屋制度期の手法）」「設備の機械化による合理化」などの対策が提案されたが、労働組合との関係もあり、この時期はあまりうまくいかなかった。
人口が最盛期を迎えた1960年（昭和35年）には5,267人の人口があり、人口密度は83,600人/km2と世界一を誇り東京特別区の9倍以上に達した。炭鉱施設・住宅のほか、高浜村役場端島支所（1947年 - 1955年）→高島町端島支所（1955年 - ）・小中学校・店舗（常設の店舗のほか、島外からの行商人も多く訪れていた）・病院（外科や分娩設備もあった）・寺院「泉福寺」（禅寺だがすべての宗派を扱っていた）・映画館「昭和館」・理髪店・美容院・パチンコ屋・雀荘・社交場（スナック）「白水苑」などがあり、島内においてほぼ完結した都市機能を有していた。ただし火葬場と墓地、十分な広さと設備のある公園は島内になく、これらは端島と高島の間にある中ノ島に（端島の住民のためのものが）建設された。
1951年には坑内でガス突出事故が発生している。

### 第五期・石炭衰退と閉山期(1964 - 1974年)
1960年以降は、主要エネルギーの石炭から石油への移行（エネルギー革命）により衰退。特に1964年の九片治層坑道の自然発火事件が痛手となり、炭鉱の規模が縮小される。これ以降人口が急速に減少する。しかし端島炭坑は1965年（昭和40年）に三ツ瀬区域の新坑が開発されて一時期に持ち直し、人口は減ったものの機械化・合理化によって生産量も戦時中に迫る水準となった。さらに、空き部屋となった2戸を1戸に改造するなどして、住宅事情は劇的に改善した。この時期の端島の住民にアンケート調査を行った長崎造船大学の片寄俊秀によると住民の充足度も高く、この時期の端島は福祉施設の不足を賃金の高さでカバーしている他は、全てが狭い所で完結している「シビル・ミニマムの完全充足期」と評される。
しかし、1970年代以降のエネルギー政策の影響を受け、1970年に端島沖開発が中止になり、会社側が鉱命終了期を発表。その後数百万トンの石炭を残したまま1974年（昭和49年）1月15日に閉山した。閉山時に約2,000人まで減っていた住民は4月20日までに全て島を離れ、4月20日の連絡船の「最終便」で、端島の最後を見届けるべく乗船していた研究者の片寄俊秀、阿久井喜孝、片寄の友達である作家の小松左京らの離島をもって、端島は無人島となった。しかしその後すぐに人がいなくなったわけではなく、高島鉱業所による残務整理もあり、炭鉱関連施設の解体作業は1974年の末まで続いた。
片寄俊秀は、「職住近接」「シビル・ミニマム充足」「住宅問題解消」の3つの実現をもって、この時期の端島を「理想郷」とも評している。一方で最終的に鉱山は閉山となり、少しの退職金を手に全国に散らばった老齢の元坑員の再就職の苦労という現実も取材していることから、「端島において外見的に実現していた『理想郷』そのものが、真に人間が要求するものではなかったことを証明しているのではないか」と、やや批判的な見方もしている。いずれにせよ、同時期の殺伐とした本土とは全くかけ離れた社会であるこの時期の端島も日本の一部であり、日本の一つの尺度と見ている。

### 第六期・廃墟ブームと産業遺産期(1974年 - )

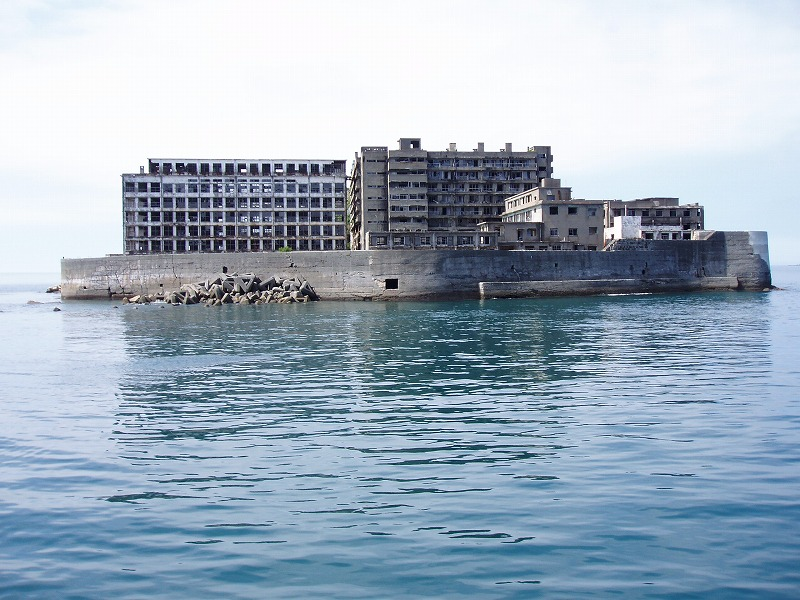
端島の北東側（2006年撮影）

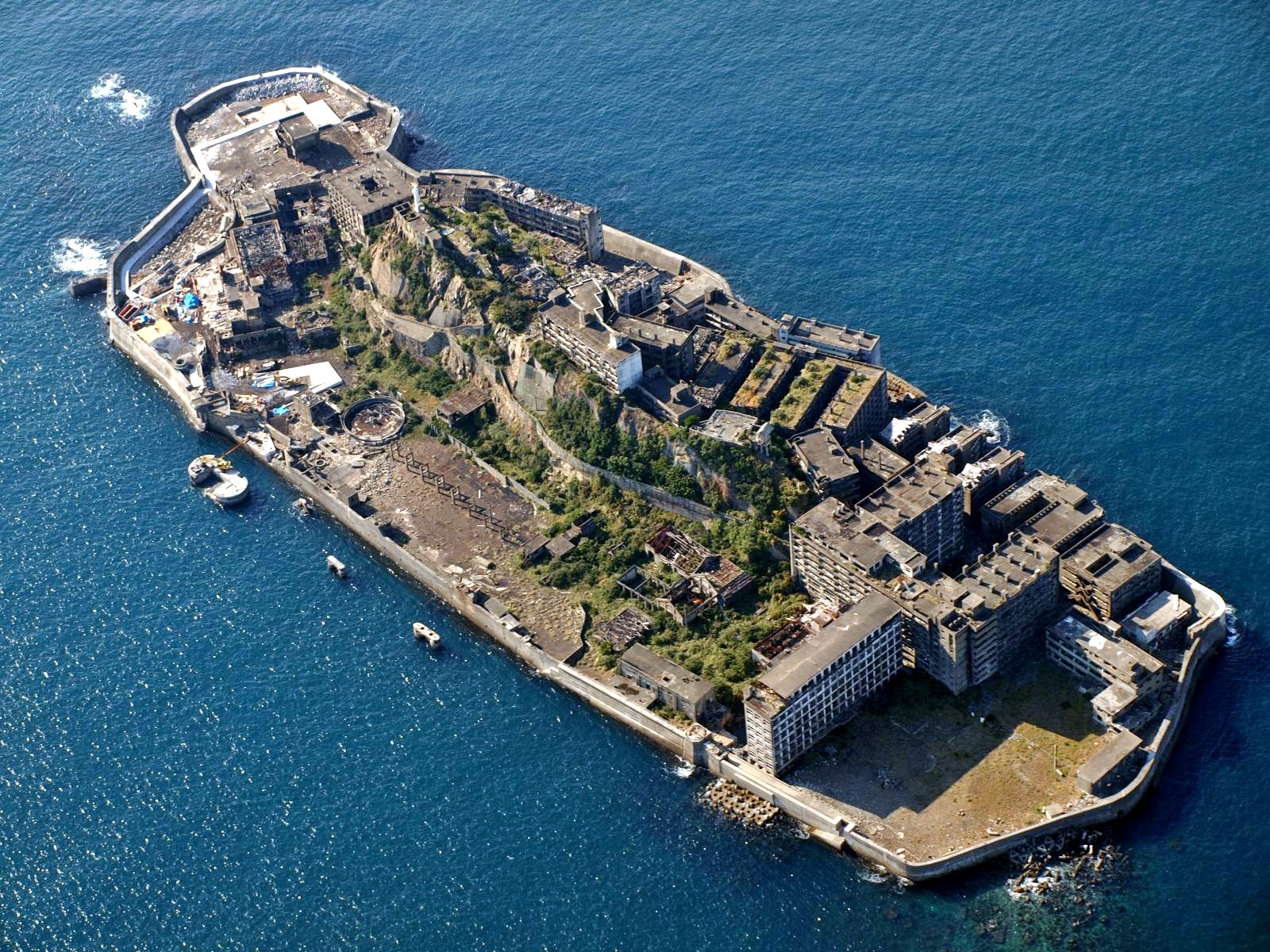
俯瞰（2008年撮影）

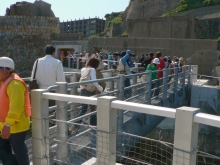
ドルフィン桟橋から端島に上陸する観光客（上陸解禁2日目の2009年4月23日）

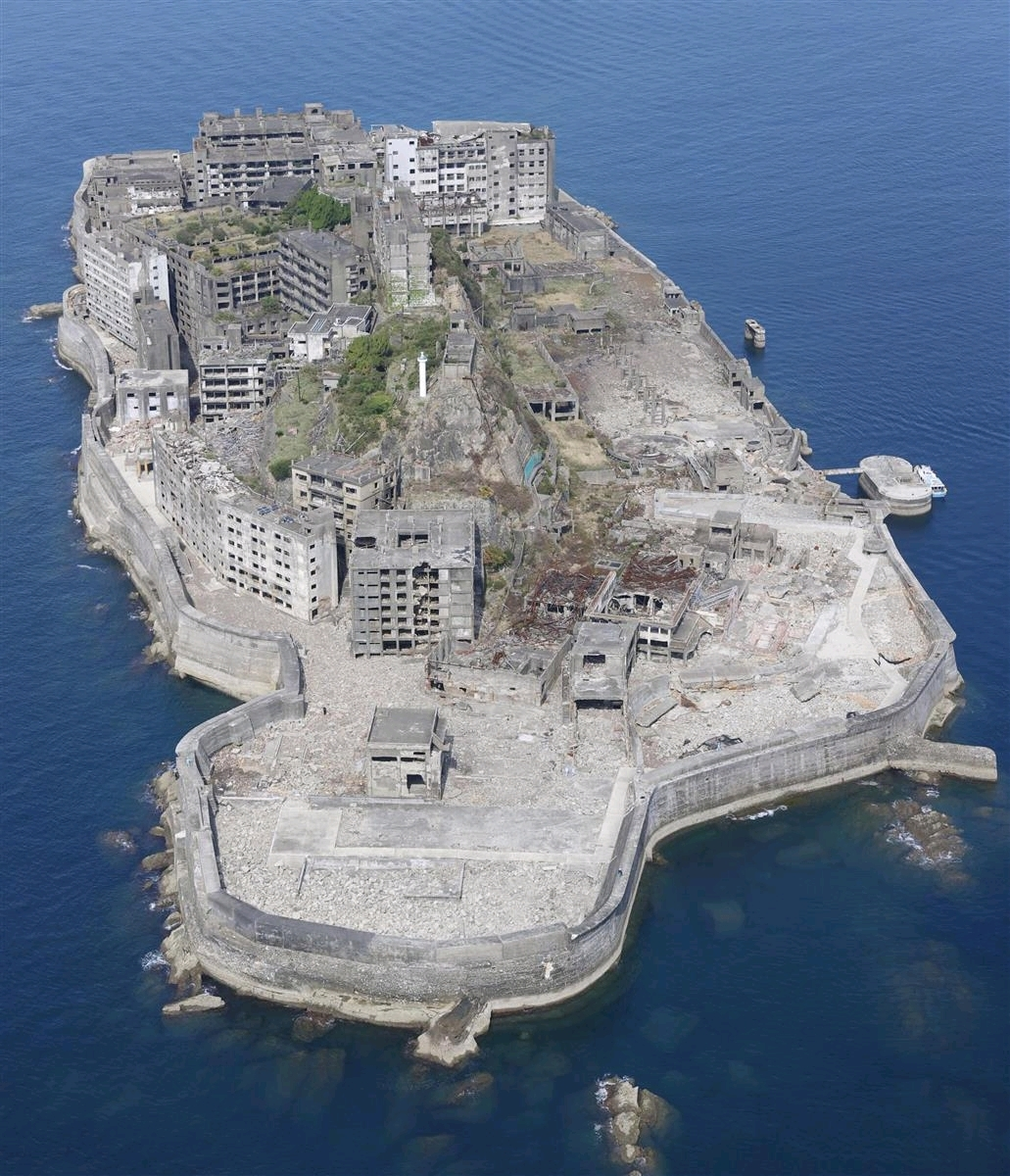
全景

閉山前より、西山夘三や片寄俊秀をはじめとする西山研究室の人々によって主に「住まい」の方面から調査が行われていたが、島全体が三菱の私有地であり部外者に対しては「外勤」と呼ばれる監視が付くのはともかく、調査を行う西山研究室の人々の後を総務課の担当が密かに付けているなど、会社に常に監視されており、調査は限定的にならざるを得なかった。
また、住人らは戦時中の「闇」の部分を語ろうとはしなかった。長崎造船大学の教授として、京大の西山夘三に代わって1970年5月から1974年の閉山までにかけて端島の生活を詳細に調べ上げた片寄は、軍艦島の充足した生活と言う「光」の部分だけでなく、戦時中の「圧制ヤマ」と呼ばれる奴隷労働や、中国人・朝鮮人の強制労働の実態といった「闇」の部分も明らかにし、論文『軍艦島の生活環境』（1974年）としてまとめ上げ、雑誌『住宅』（日本住宅協会、1974年5月号-7月号）に掲載された（この論文は西山研究室の研究の一環とみなされ、 西山の撮影した閉山前の写真・西山の論文とともに『軍艦島の生活<1952/1970>:住宅学者西山夘三の端島住宅調査レポート』としてまとめられている）。しかし、「これ以上暗い時代のことをほじくり出さないで欲しい」と言う元住民のまなざしと板挟みとなり、片寄は研究を中断するに至る。
閉山後より阿久井喜孝の調査によって、端島の建築には鉱山の技術が使われていることなど、建築の方面からも光が当てられた。また、高浜村端島支所の跡地から戦時中の日本人・中国人・朝鮮人の死亡者が記された『火葬認可証付申請書』が発見され、林えいだいの調査によって、端島炭坑の「闇」の部分にも光が当てられるようになった。戦時中の端島の朝鮮人坑夫の足取りに関しては、1992年に『死者への手紙―海底炭鉱の朝鮮人坑夫たち』としてまとめられた。奴隷労働があったとする片寄は、この調査に対して「その努力を決して無駄にしてはならないと思う」としている。

### 世界遺産の登録運動 (2000年代以降)
2000年代より、近代化遺産として、また大正から昭和に至る集合住宅の遺構としても注目されている。廃墟ブームの一環でもしばしば話題に上る。無人化以来、建物の崩壊が進んでいる。ただし外壁の崩壊箇所については、一部コンクリートで修復が行われている。
島は三菱マテリアルが所有していたが、2001年（平成13年）、高島町（当時）に無償譲渡された。所有権は、2005年（平成17年）に高島町が長崎市に編入されたことに伴い、長崎市に継承された。建物の老朽化、廃墟化のため危険な箇所も多く、島内への立ち入りは長らく禁止されていた。2005年（平成17年）8月23日、報道関係者限定で特別に上陸が許可され、荒廃が進む島内各所の様子が各メディアで紹介された。島内の建築物はまだ整備されていない所が多いものの、ある程度は安全面での問題が解決され、2008年に長崎市で「長崎市端島見学施設条例」と「端島への立ち入りの制限に関する条例」が成立したことで、島の南部に整備された見学通路に限り、2009年（平成21年）4月22日から観光客が上陸・見学できるようになった（条例により、見学施設以外は島内全域が立入禁止）。解禁後の1か月で4,601人が端島に上陸した。その後も、半年間で34,445人、1年間で59,000人、3年間で275,000人と好調である。なお、上陸のためには風や波などの安全基準を満たしていることが条件になっており、長崎市は上陸できる日数を年間100日程度と見込んでいる。軍艦島上陸ツアーによる経済波及効果は65億円に上る。
一部で世界遺産への登録運動が行われ、2006年8月には経済産業省が端島を含めた明治期の産業施設を地域の観光資源として活かしてもらおうと、世界遺産への登録を支援することを決定した。2008年9月に「九州・山口の近代化産業遺産群」の一部として、世界遺産暫定リストに追加記載されることが決まり、2009年（平成21年）1月に記載された。軍艦島を国の文化財に指定する動きは、2013年11月5日の参議院内閣委員会にて秋野公造参議院議員が未だ国の文化財ではなかった軍艦島に国の財政支援を求める質疑を行い、国が必要な予算の確保に努める意向を示したことで、2014年1月に長崎市は文化財指定に向けて意見具申を行い、2014年6月20日に文化審議会が軍艦島(＝端島炭鉱跡）を含む三つの炭坑跡で構成される「高島炭鉱跡」を史跡に指定するよう文部科学大臣に答申して、2014年10月6日に軍艦島は国史跡として文化財指定された。これで軍艦島が世界遺産登録へ向けて、非稼働遺産に必要な要件である国の文化的価値づけが明確になった。しかし、2015年3月31日に韓国政府が端島の世界遺産登録に反対を表明し、朴槿恵元大統領、尹炳世外交部長官が陣頭指揮を執り、ユネスコ、国際記念物遺跡会議、世界遺産委員国などに端島を世界遺産登録として認めないように外交活動を行っていたため、日韓の外交問題となっていた。
長崎市の協力のもと、立入禁止区域や屋内を含む島内全域を撮影した端島のGoogle ストリートビューが、2013年6月28日に公開された。
長崎大学インフラ長寿命化センターは2009年度より軍艦島の3Dによる記録・保存管理に取り組んでおり、2014年には長崎市の委託を受けて、3Dレーザースキャナー・全方位カメラ・無人航空機（ドローン）、水中ソナーなどを用いて、全島の3次元データでの記録化を行った 。

### 人口の推移
| 1920年（大正9年）  | 3,271 | 国勢調査による推計人口   |
| 1925年（大正14年） | 2,750 | 国勢調査による推計人口   |
| 1930年（昭和5年）  | 3,290 | 国勢調査による推計人口   |
| 1935年（昭和10年） | 3,231 | 国勢調査による推計人口   |
| 1940年（昭和15年） | 3,333 | 国勢調査による推計人口   |
| 1945年（昭和20年） | 1,656 | 国勢調査による推計人口   |
| 1945年（昭和20年） | 4,022 | 高島町端島支所による人口 |
| 1950年（昭和25年） | 4,600 | 高島町端島支所による人口 |
| 1955年（昭和30年） | 4,738 | 高島町端島支所による人口 |
| 1960年（昭和35年） | 5,151 | 高島町端島支所による人口 |
| 1965年（昭和40年） | 3,391 | 高島町端島支所による人口 |
| 1970年（昭和45年） |       | 高島町端島支所による人口 |
| 1973年（昭和48年） | 2,150 | 高島町端島支所による人口 |
| 1975年（昭和50年） | 0     |                          |

### 行政区域の変遷
江戸時代は幕府領の彼杵郡高浜村に属していた。ただし前述のように境界をめぐる争論があり、1773年（安永2年）に「幕府領・佐賀領とも端島に干渉しない」とされ、帰属先は定められていない。1889年（明治22年）4月1日の町村制施行により西彼杵郡高浜村端島名となる。1955年（昭和30年）4月1日に高浜村が野母村・脇岬村・樺島村と合併して野母崎町（現・長崎市）となった際、端島は高浜村から分離し、高島町に編入され西彼杵郡高島町端島となった。2005年（平成17年）1月4日に高島町が長崎市に編入され、長崎市高島町字端島となる。

## 島内の建築物

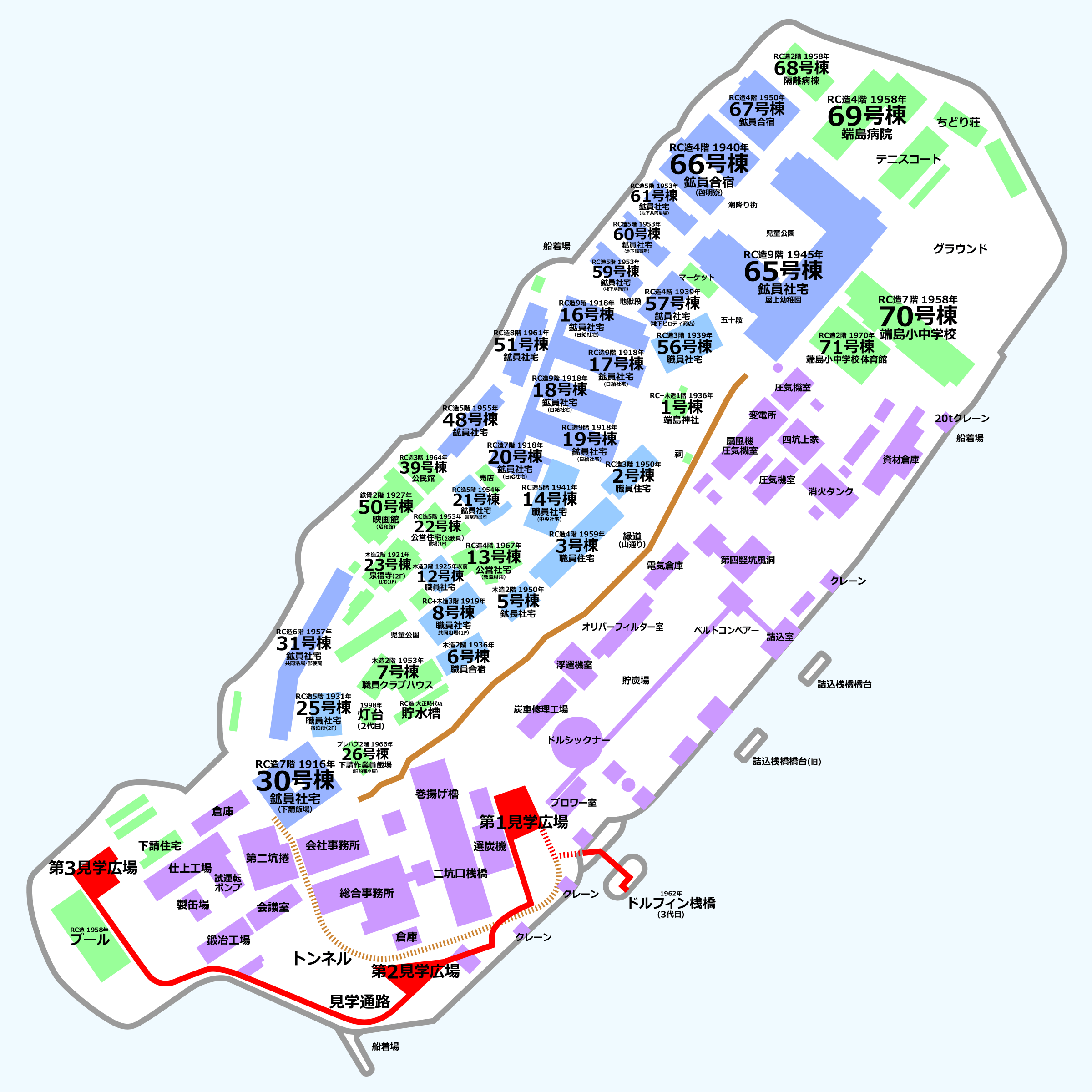
端島の地図。紫は炭鉱関連施設（ほとんどが閉山時に破壊されたか、風雨により自然に倒壊している）、青は鉱員社宅、水色は職員社宅、緑はその他の住宅・公共施設等。2009年4月現在、立ち入りが許可されているのは赤色の見学通路・見学広場のみ。

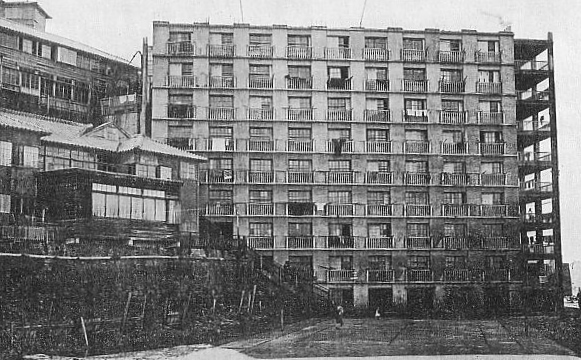
1930年代の端島の集合住宅

端島に残る集合住宅の中には、保存運動で話題になった同潤会アパートより古いものがいくつか含まれている。7階建の30号棟は1916年（大正5年）の建設で、日本初の鉄筋コンクリート造の高層アパートである（ただし1916年の竣工時は4階建て）。
30号棟を皮切りに、長屋を高層化したような日給社宅（16号棟から20号棟、1918年）など、次々に高層アパートが建設された。第二次世界大戦前頃、国内では物資が不足し統制が行われ、鉄筋コンクリート造の建物は建設されなくなったが、この島では例外的に建設が続けられ、1945年竣工の65号棟は端島で最大の集合住宅である。なお、端島で鉄筋コンクリート造の住宅が建設されたのは、狭い島内に多くの住人を住まわせるため建物を高層化する必要に迫られていたためであり、鉱長や幹部職員などのための高級住宅は木造であった。
高層アパートの中には売店や保育園、警察派出所、郵便局、パチンコ屋などが地下や屋上に設けられたものがいくつかあった。また、各棟をつなぐ複雑な廊下は通路としても使われ「雨でも傘を差さずに島内を歩ける」と言われたという。
どの建物にも人員用エレベーターは設置されておらず（1945年建設の65号棟に計画されたが、資金不足で結局設置されなかった。なお小中学校には、閉山までのごく短い期間、給食用エレベーターが設置された）、また個別の浴室設備（内風呂）を備えるのは鉱長社宅の5号棟（1950年）および幹部職員用アパートの3号棟（1959年）、職員用集会宿泊施設の7号棟（1953年）、そして島内唯一の旅館「清風荘」だけであった。トイレも多くが落下式であったが、閉山時には半数ほどの住宅で水洗式が導入されていた。炊事場は閉山まで共同のところが多かった。
岩山の南端、貯水槽の隣に灯台があるが、これは閉山によって夜間の島の明かりが無くなったため、その翌年（1975年）建てられ、同年12月29日に初点灯したもので、正式名称は『肥前端島灯台』。灯台は、1998年12月17日に強化プラスチック製の「2代目」に建て替えられた。
木造や鉄骨造で建設された建物は、元から荒波に晒され続けた（酷い時には島全体を波が覆う事すらあった）上に、風雨のほか、防水技術の問題や無人化によって維持管理がなされなくなったことから急速に劣化しており、1号棟（端島神社）の拝殿をはじめ完全に崩壊したものが多い。なお潮害対策として、建物外部に鉄製の部品が用いられることはほとんどなかった。鉄筋コンクリート造の場合も、その技術が未熟な時期のものも多く、配筋計画の問題のほか、建材の入手難から海砂を混ぜていたこともあり劣化が進んでいる。56・57号棟に設けられたキャンチレバー（張り出しベランダ）は、その設計に不備があったため亀裂が入り、鉄パイプの支柱で補強されていたが、閉山後その支柱も消失し、キャンチレバーが崩落するのは『時間の問題』とみられる。70号棟（小中学校校舎）は波で土台の土が浚われ基礎杭が剥き出しになっている。30号棟を筆頭に、古い鉄筋コンクリート建造物が取り壊される事無く手付かずのまま放棄されているため、建築工学の観点からも経年劣化などの貴重な資料として注目されている。

### 建造物（住宅等）の一覧
「建設年代」は、大正時代を赤、昭和（戦前・戦中）を緑、昭和（戦後）を青で色分けしている。「構造・階数」の背景色は木造を赤、鉄筋コンクリート造（RC造）を青、その他を緑とし、「建物用途」は上記の図に同じ。
| 建物名   | 建設年代                | 構造・階数     | 建物用途                        | 住居戸数・増築歴・内部の公共施設・倒壊の有無                                                            |
| -------- | ----------------------- | -------------- | ------------------------------- | --- |
| 1号棟    | 1936年 （昭和11年）     | RC+木造1F      | 端島神社                        | 拝殿は木造（全壊）、本殿と境内はRC造（現存）                                                            |
| 2号棟    | 1950年 （昭和25年）     | RC造3F         | 職員社宅                        | 9戸。 声優の石森達幸が少年時代に居住。                                                                  |
| 3号棟    | 1959年 （昭和34年）     | RC造4F         | 職員社宅                        | 20戸。幹部用。内風呂あり（集合住宅では3号棟のみ）。 シンガーソングライターの岡崎律子が少女時代に居住。  |
| 5号棟    | 1950年 （昭和25年）     | 木造2F         | 鉱長社宅                        | 1戸。内風呂あり。ほぼ全壊                                                                               |
| 6号棟    | 1936年 （昭和11年）     | 木造2F         | 職員単身寮                      | 全壊 |
| 7号棟    | 1953年 （昭和28年）     | 木造2F         | 職員クラブハウス                | ほぼ全壊                                                                                                |
| 8号棟    | 1919年 （大正8年）      | RC+木造3F      | 職員社宅                        | 4戸。1階に共同浴場                                                                                      |
| 12号棟   | 1925年以前 （大正14年） | 木造+鉄筋3F    | 職員社宅                        | 3戸。半壊                                                                                               |
| 13号棟   | 1967年 （昭和42年）     | RC造4F         | 町営住宅 （教職員用）           | 12戸 |
| 14号棟   | 1941年 （昭和16年）     | RC造5F         | 職員社宅 （中央住宅）           | 15戸 |
| 16号棟   | 1918年 （大正7年）      | RC造9F         | 鉱員社宅 （日給社宅）           | 66戸。1階に外勤詰所                                                                                     |
| 17号棟   | 1918年 （大正7年）      | RC造9F         | 鉱員社宅 （日給社宅）           | 54戸。屋上に簡易遊園地                                                                                  |
| 18号棟   | 1918年 （大正7年）      | RC造9F         | 鉱員社宅 （日給社宅）           | 50戸。屋上に農園                                                                                        |
| 19号棟   | 1918年 （大正7年）      | RC造9F         | 鉱員社宅 （日給社宅）           | 45戸。屋上に弓道場                                                                                      |
| 20号棟   | 1918年 （大正7年）      | RC造7F         | 鉱員社宅 （日給社宅）           | 26戸 |
| 21号棟   | 1954年 （昭和29年）     | RC造5F         | 鉱員社宅                        | 15戸。1階に警察派出所                                                                                   |
| 22号棟   | 1953年 （昭和28年）     | RC造5F         | カモメ荘 （町営住宅・公務員用） | 12戸。1階に老人クラブ。2階に町役場端島支所                                                              |
| 23号棟   | 1921年 （大正10年）     | 木造2F         | 寺院（泉福寺）                  | 6戸。1階は社宅、2階が泉福寺。ほぼ全壊                                                                   |
| 25号棟   | 1931年 （昭和6年）      | RC造5F         | 職員社宅                        | 6戸。2階に宿泊所。スナック「白水苑」・旅館「清風荘」も                                                  |
| 26号棟   | 1966年 （昭和41年）     | プレハブ2F     | 下請作業員飯場 （旧船頭小屋）   | 8戸。全壊                                                                                               |
| 30号棟   | 1916年 （大正5年）      | RC造7F         | 下請飯場 （旧鉱員社宅）         | 140戸。竣工時は4階建て（その後まもなく7階建てに増築）。日本最古のRC造アパート                           |
| 31号棟   | 1957年 （昭和32年）     | RC造6F         | 鉱員社宅                        | 51戸。1階に端島郵便局、地下に共同浴場。2階部分をボタ捨てベルトコンベアが貫通                            |
| 39号棟   | 1964年 （昭和39年）     | RC造3F         | 町立端島公民館                  | |
| 48号棟   | 1955年 （昭和30年）     | RC造5F         | 鉱員社宅                        | 20戸。地下にパチンコ屋・雀荘など                                                                        |
| 50号棟   | 1927年 （昭和2年）      | 鉄骨レンガ造2F | 映画館 （昭和館）               | 閉山までの数年間は卓球場。1991年の台風によりほぼ全壊                                                    |
| 51号棟   | 1961年 （昭和36年）     | RC造8F         | 鉱員社宅                        | 40戸。地階に個人商店                                                                                    |
| 56号棟   | 1939年 （昭和14年）     | RC造3F         | 職員社宅                        | 6戸 |
| 57号棟   | 1939年 （昭和14年）     | RC造4F         | 鉱員社宅                        | 8戸。地下にピロティ商店                                                                                 |
| 59号棟   | 1953年 （昭和28年）     | RC造5F         | 鉱員社宅                        | 17戸。昭和40年代、屋上にプレハブ1階分を増築。地下に生協の購買所（60号棟地下と連結）                     |
| 60号棟   | 1953年 （昭和28年）     | RC造5F         | 鉱員社宅                        | 17戸。昭和40年代、屋上にプレハブ1階分を増築。地下に生協の購買所（59号棟地下と連結）                     |
| 61号棟   | 1953年 （昭和28年）     | RC造5F         | 鉱員社宅                        | 17戸。昭和40年代、屋上にプレハブ1階分を増築。地下に共同浴場                                             |
| 65号棟   | 1945年 （昭和20年）     | RC造9F         | 鉱員社宅                        | 317戸。竣工時は北側の棟のみ、7F建て（1947年から1958年にかけて増築）。屋上に幼稚園。端島で最大のアパート |
| 66号棟   | 1940年 （昭和15年）     | RC造4F         | 鉱員合宿 （啓明寮）             | |
| 67号棟   | 1950年 （昭和25年）     | RC造4F         | 鉱員合宿 （単身寮）             | 48戸 |
| 68号棟   | 1958年 （昭和33年）     | RC造2F         | 高島鉱業所端島病院（隔離病棟）  | |
| 69号棟   | 1958年 （昭和33年）     | RC造4F         | 高島鉱業所端島病院              | |
| 70号棟   | 1958年 （昭和33年）     | RC造7F         | 町立端島小中学校                | 1961年に7階部分を増築（鉄骨）                                                                           |
| 71号棟   | 1970年 （昭和45年）     | RC造2F         | 町立端島小中学校体育館          | 1階が武道場・給食室、2階が体育館                                                                        |
| ちどり荘 | 1958年以降 （昭和33年） | RC造2F         | 教員用住宅                      | 6戸。木造2Fとする資料も                                                                                 |

### 1号棟（端島神社）

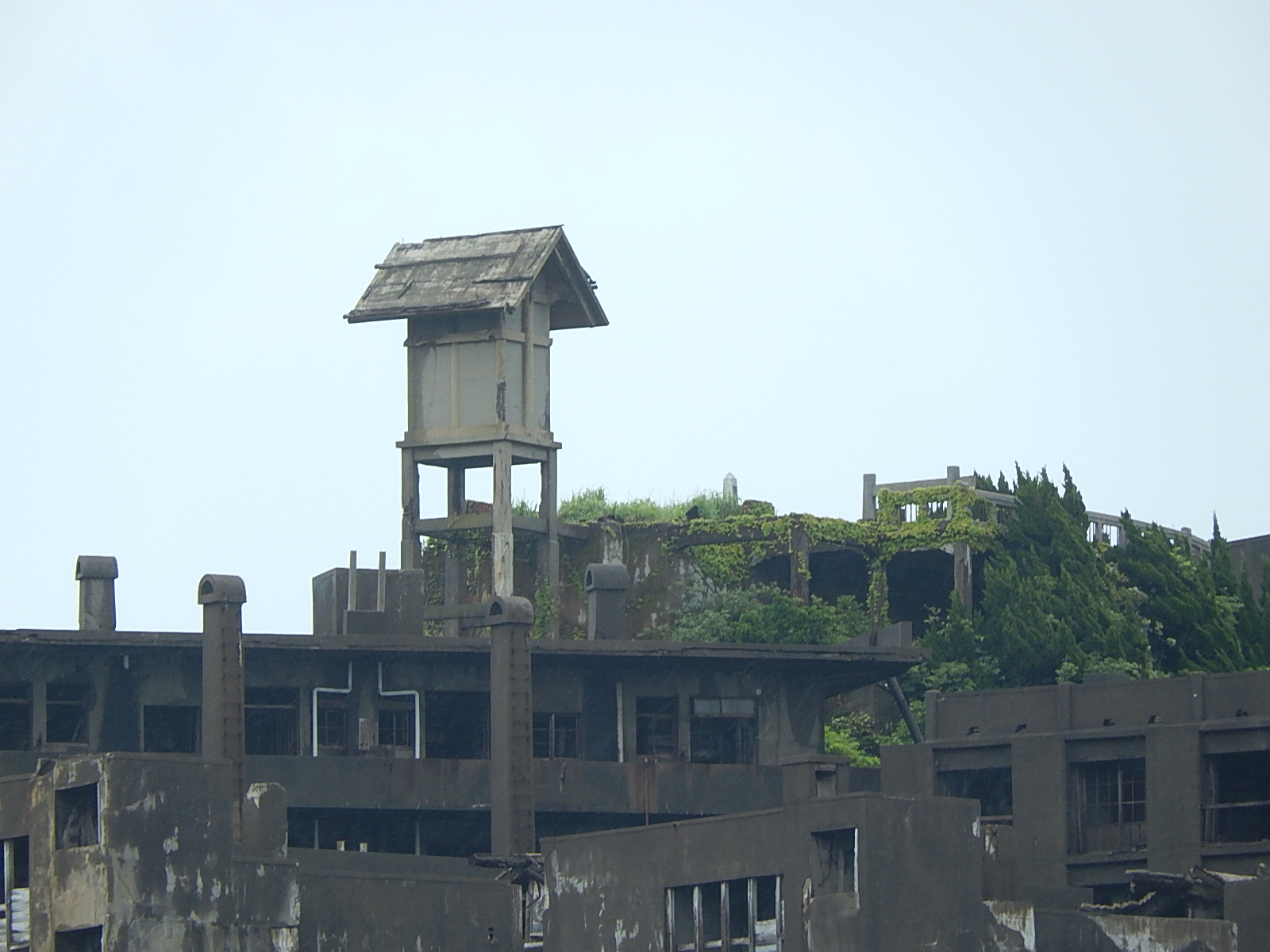
端島神社

1936年に建設された。小高い丘の上に1階建ての端島神社が立つ。例祭（山神祭）は毎年の4月3日ごろの日曜で、神輿の他に主婦会によるバザーなどもある。神輿が地獄段を駆け降りるところが見物。
神社の下には温室がある。

### 30号棟（グラバーハウス）

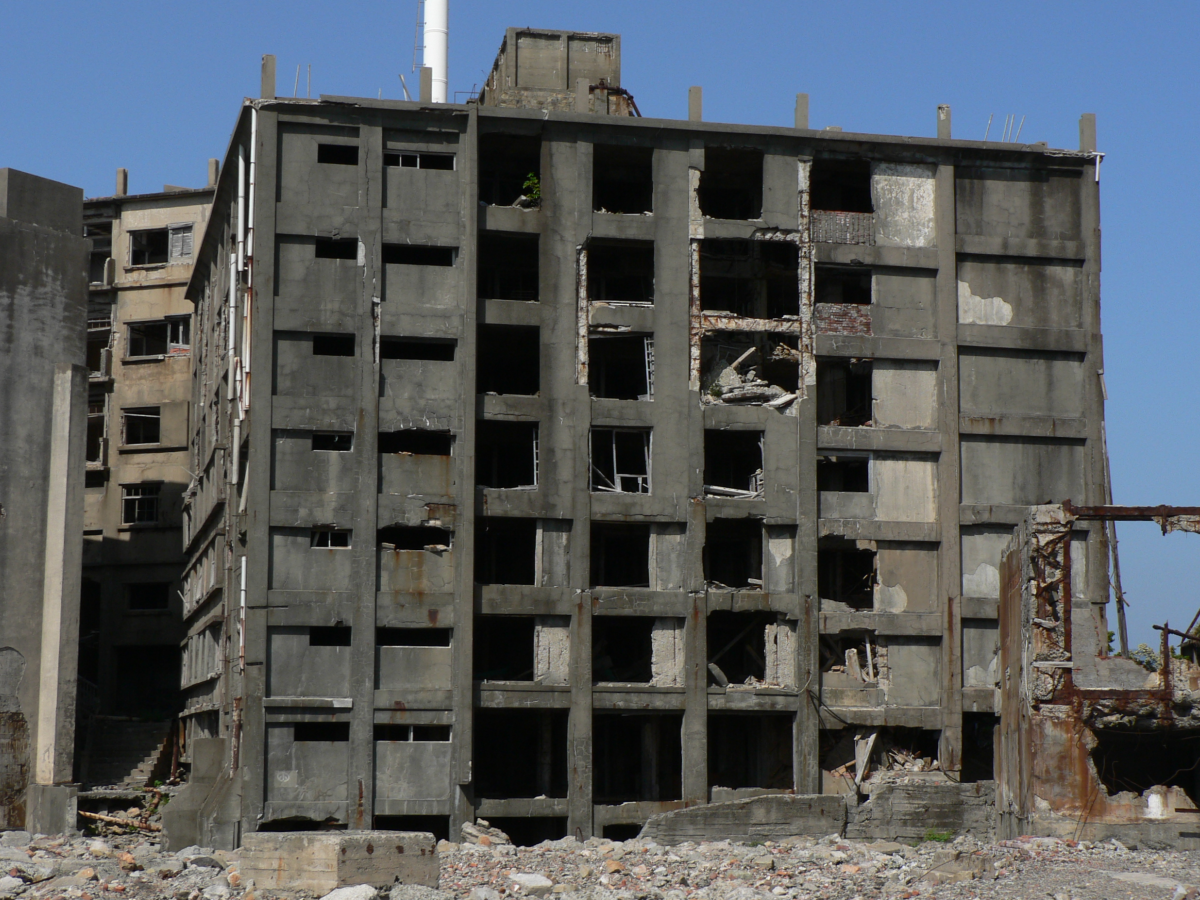
30号棟

30号棟は、1916年（大正5年）に建設された日本初の鉄筋コンクリート造アパートである（日本初の鉄筋コンクリート造「高層」アパートとも）。グラバー邸のトーマス・ブレーク・グラバーと関わりがあるという説があり、通称グラバーハウスと呼ばれる。当初は4階建てであったが、完成後まもなく7階建てに増築されている。島の南西部、岩山の南端の山麓に位置する。中央に吹き抜けをもち、上から見るとほぼ正方形に近い「ロの字形」をした建物である。吹き抜けの周りを囲むようにロの字形の廊下があり、階段も吹き抜けに面している。その周囲に巴形に住居が配置されている。鉱員社宅として建てられたが、閉山時には下請飯場として用いられていた。7階建てだが部分的に地階もあり、閉山時は売店が入っていた。戸数は140戸、総床面積は3808.0平方メートル。基本的な階の構造は、1K（6畳）が19戸と1K（4畳）が1戸と共同トイレ。25号棟・26号棟・緑道（山通り）とは通路で繋がっている。建物の南東側には、船着場に直通のトンネルの出口がある。当時はまだ技術的に未熟であり、また材料や環境の悪さゆえ、最初に造られた下層階の劣化が速かったため、1953年（昭和28年）、上層階をそのままに下層階の鉄筋を取り替え、コンクリートを打ち直して改築している。

### 日給社宅
日給社宅とは、1918年（大正7年）に建設された鉱員社宅、16号棟から20号棟の通称である。「日給社宅」という名前は、当時の鉱員が日給制だったことによる（職員は当時から月給制だった）。30号棟に続いて建てられた、島内でも特に古い住宅である。同じ向きに並んだ各棟の西側（海側）が「防潮大廊下」と呼ばれる連絡通路で繋がっており、全ての階が一体となっている。地下には店舗が、屋上には公園や農園があった。トイレは各棟の大廊下側に共同トイレが設置されていた。この住宅の特徴は、大廊下があったこともあって、戸外床面積の割合が約4割も占めていたことである（同時期の同潤会アパートや戦後の公団住宅では最大で2割ほど）。

### 23号棟（泉福寺）

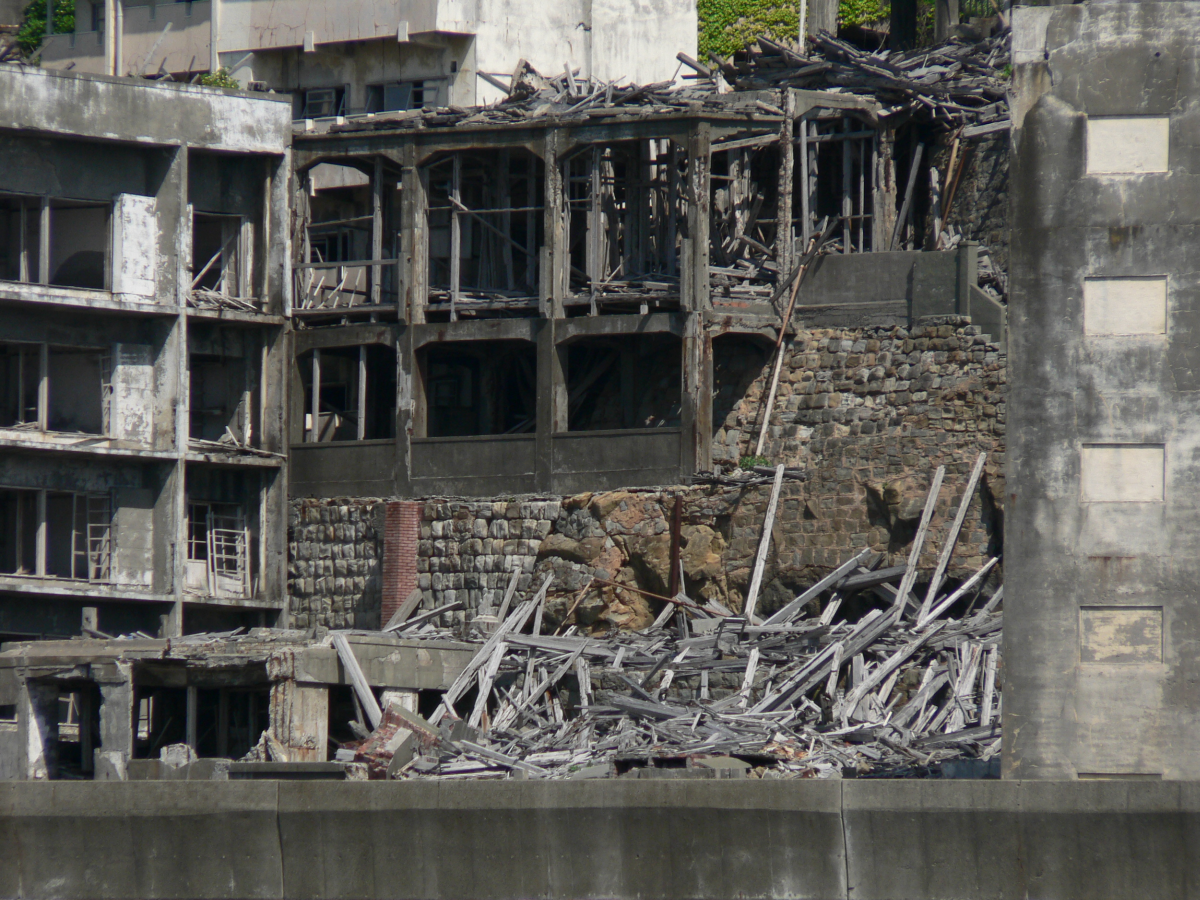
正面が泉福寺、左が昭和館

23号棟は1921年に建設された2階建て木造建築で、1階が社宅、2階が寺となっている。住職は禅宗だったが、島唯一の寺として全ての宗派を扱うため、「全宗」と称していた。島における死亡者はここに安置された後、火葬場と墓がある中ノ島に送られる。

### 50号棟（昭和館）
1927年（昭和2年）に建造された、アールデコ風の映画館。社経営で2階席を完備し、平日は6時から2回上映していた。端島においては福利厚生が重視され、映画が長崎市内よりも早く封切されることから、それを見るため島外から訪れる者もいた。演劇やコンサートなども行われた。炭鉱は24時間の3交代勤務で、日中は暇な人も多いため非常に賑わったが、テレビの普及後は衰退し成人向けのポルノ映画の上映が増えた後、1970年に閉館した。端島炭坑は賃金が高いこともあってテレビなど家電製品の普及が早く、狭い部屋の中にオーディオセットを備える家すらあった。

### 65号棟（報国寮）

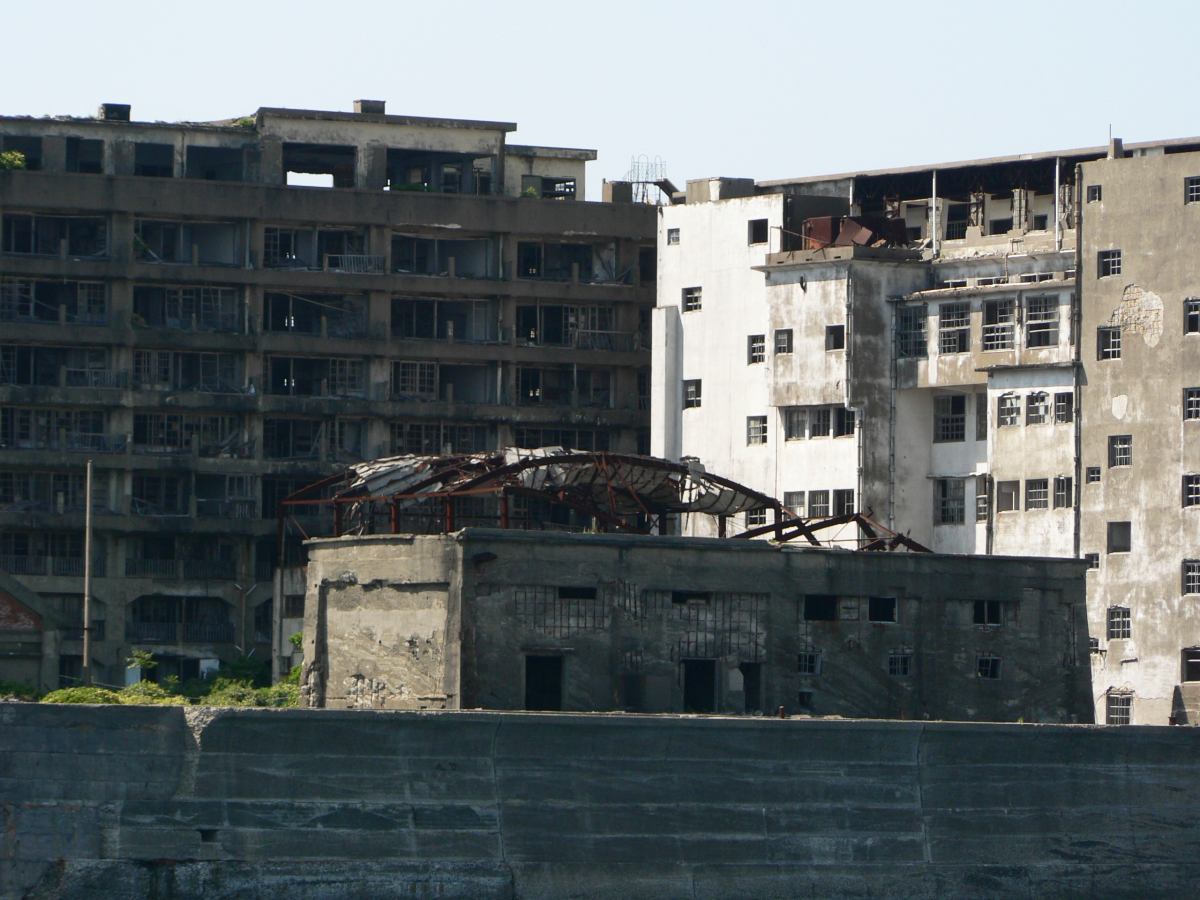
左：65号棟（鉱員社宅/屋上幼稚園）、右：70号棟（端島小中学校）、手前：資材倉庫

65号棟は鉄筋コンクリート造の鉱員社宅で、端島で最大のアパートでもある。コの字型をしており、最初に建設された北側の7階建て『報国寮』は、第二次世界大戦中にもかかわらず建設が進められ1945年（昭和20年）に完成した。その後8階・9階部分を増築（1947年）、東側を9階建てで増築（1949年）、東側に10階部分（屋上保育園）を増築（1953年）、南側を10階建てで増築（1958年）と、段階的に拡張している。最終的には317戸、総床面積16,895.5平方メートル（屋上・地下含む）となった。計画時は北側の棟にエレベーターが設置される予定だったが、中止となりそのスペースは住居に転用された。上層階には、1941年完成の中央住宅（14号棟）で本格的に採用されたカンチレバー（張り出しベランダ）が設けられている。基本的な部屋の構造は2K（6畳2間）。4階と7階には緑道（山通り）への連絡通路が、地下1階には理容室がある。
1958年（昭和33年）に完成した南側の棟は「新65号」と呼ばれていた。端島では最も高い建物（10階建て）で、各戸に水洗式のトイレが完備されていた（北側・東側の棟は共同トイレ）。

### 世界遺産
端島では明治期に作られた岸壁と海底坑道のみが、世界文化遺産「明治日本の産業革命遺産 製鉄・製鋼、造船、石炭産業」の一部として世界遺産のコアゾーン（推薦資産）に指定され、保護の義務が課されている。これ以外の他の近代に建築された建築物などは、世界遺産を保護するバッファゾーン（緩衝地帯）に位置付けられている。
なお海底坑道は非公開であり岸壁はコンクリートの補強で覆われているため、岸壁の表面のコンクリートが崩落した部分からのみ、世界遺産である石組を見ることができる。

#### 岸壁
明治時代に建造された、「天川工法」と呼ばれる伝統的な石組で組まれた護岸。コンクリートで補強されて現代まで使われているが、波が激しいためコンクリートがしばしば剥がれ、補強工事が行われていた。
波が特に激しい外洋に面する北西面は15メートルの高さがあり、さらに波返しもついているが、時化の時はその上に建っている4・5階建ての建物すら乗り越え、上から潮が降る「塩降街」となる。

#### 坑道
明治時代に開発された、端島の地下に広がる端島炭坑の坑道。この時代としては世界でも珍しい海底坑道である。

### その他の建築物

#### 道路
島内の道路は、30号棟と病院を結ぶ商店街（南部商店街、端島銀座、潮降街）のある街路、岩山の尾根付近を30号棟から65号棟の屋上を繋ぐ山道、岩山の東の中腹の緑道の3本が並行して走っていて、屋内外の階段、スロープ、廊下、連絡橋、屋上などで各棟と接続していた。交通はほとんど徒歩のみで自転車は無く、自動車もオート三輪が2台あるのみであった。

#### 端島公園

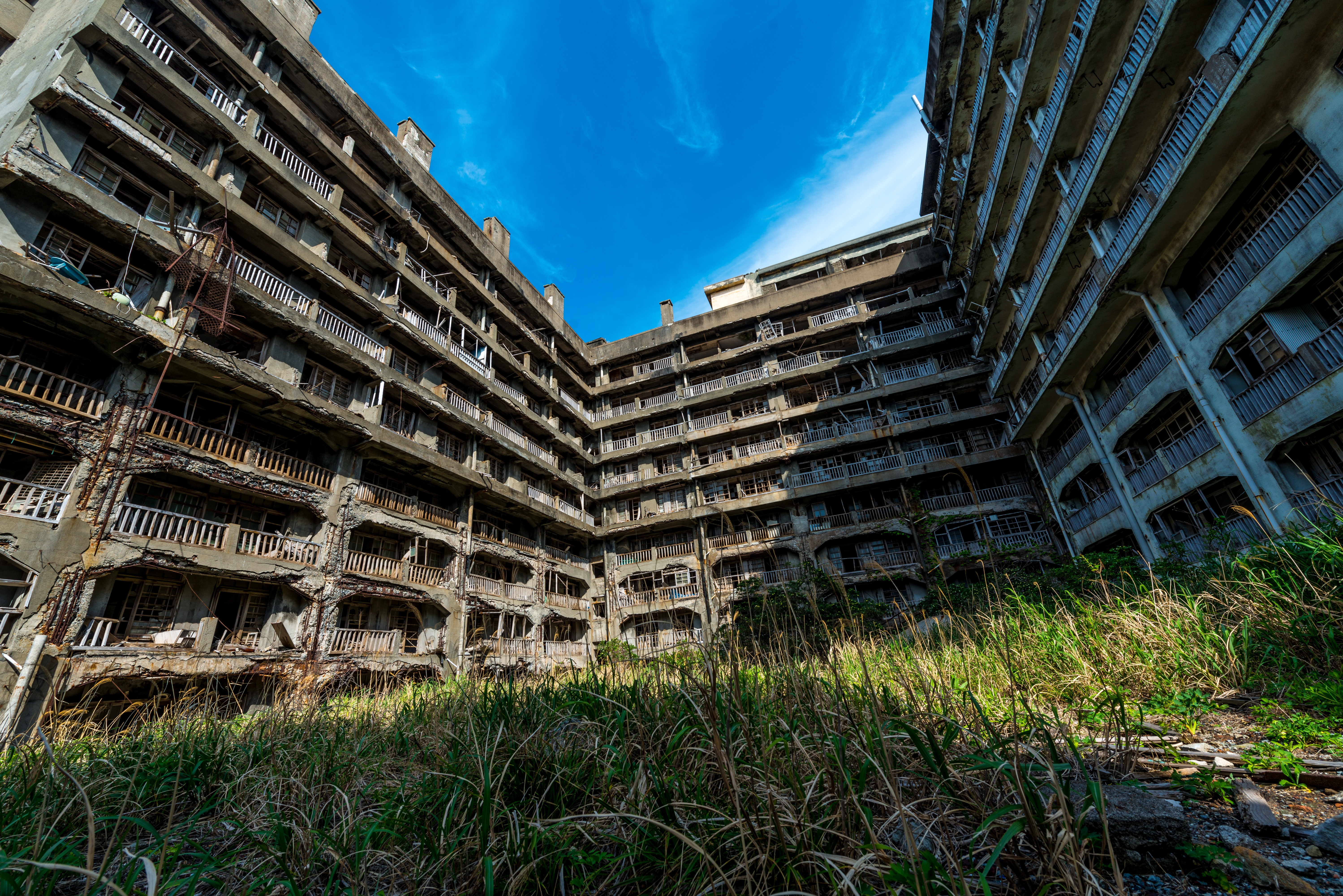
端島公園と65号棟。65号棟北棟（正面）のベランダには、戦時中の防空用偽装塗装がかすかに残る

コの字型の65号棟の内側にある、島内最大の公園。ブランコや滑り台などの遊具が多くあり、児童公園としては充実していた。「はしまこうえん」と書かれた看板が目印だった。
公園ができる前は木造の社宅があった。

#### 塩降街
57号棟から続く商店街の北の端で、59 - 66号棟と65棟の間にある。59 - 66号棟の上を超えて波が降りかかるので「塩降街」という。

#### 地獄段

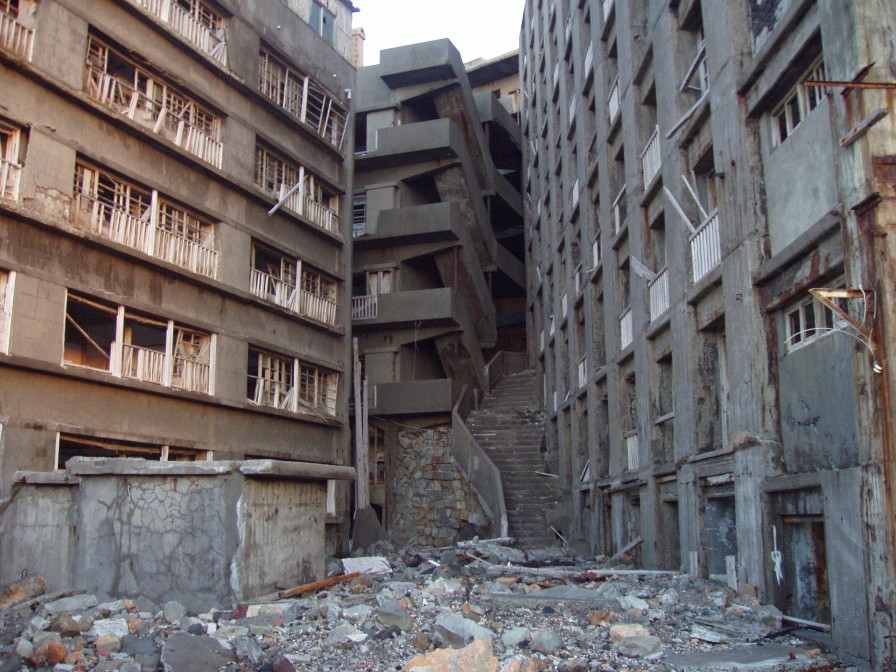
地獄段と端島銀座

59号棟・57号棟・16号棟の間にある階段。端島随一の繁華街である端島銀座の正面にある。丘の上の端島神社までずっと続いており、登るのがとても辛いので「地獄段」と言う。ここを登ると端島神社で、祭りの日はここを神輿が勇壮に駆け降りる。

#### X階段
67号棟の階段。上下の移動と左右の移動を可能にするため、Xの字のような特徴的な形をしている。

#### 命の階段

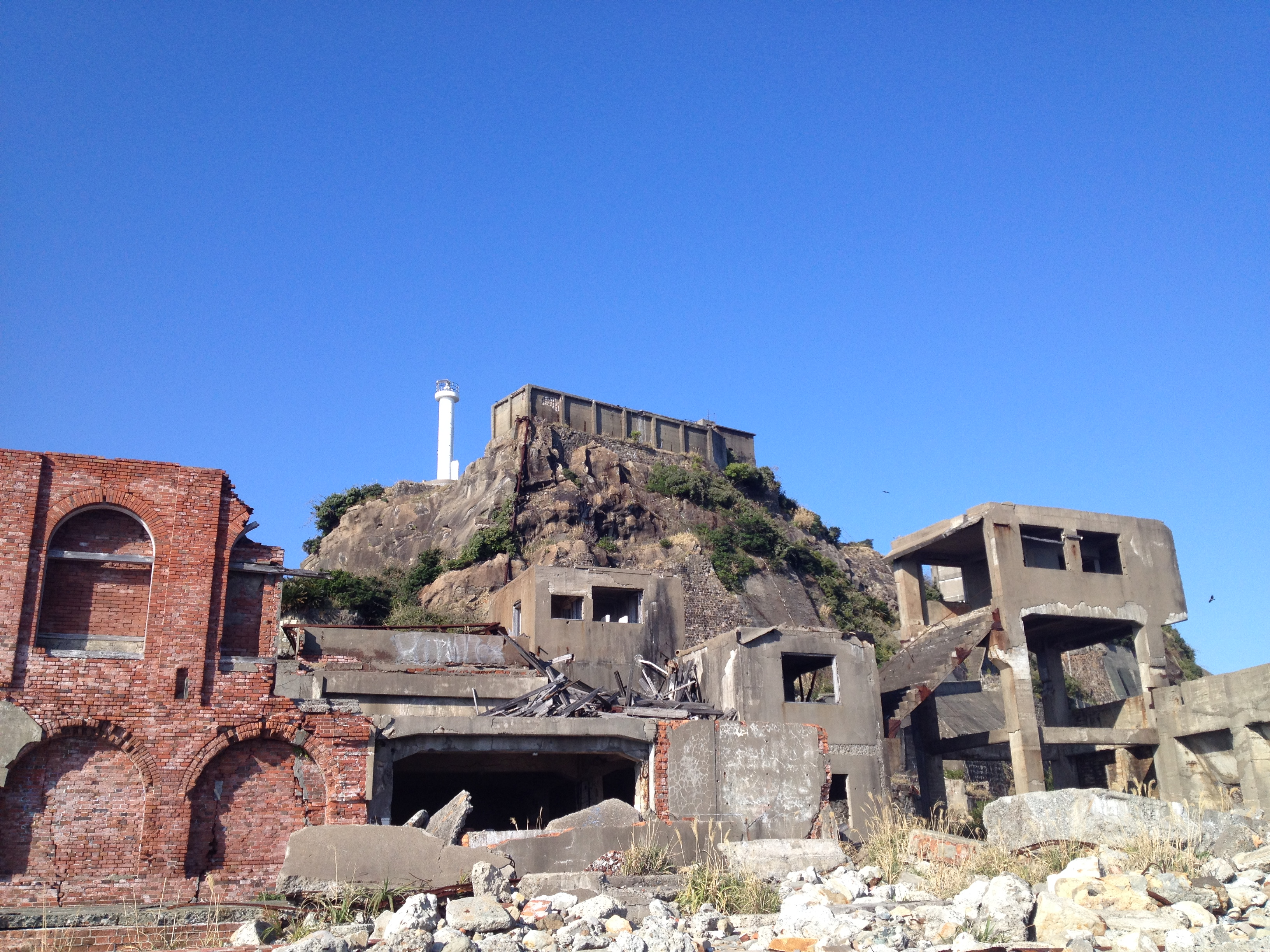
（右から）第二竪坑坑口、命の階段、総合事務所（旧第三竪坑捲座）

第二竪坑坑口桟橋にかかる階段。坑内はとても危険で死ぬこともあるため、ここを歩くたびに命のありがたさを感じるため「命の階段」と言う。坑員は「命の階段」を通って坑口桟橋からエレベーターで坑道に入る。

#### 総合事務所（第三竪坑捲座）
第二竪坑坑口の横のレンガ造りの建物。元々は1935年まで第三竪坑の捲座として使われていたが、廃坑後、資材置き場や風呂などがある「総合事務所」に転用された。坑道から上がってきた坑員は「命の階段」を通って「総合事務所」で風呂に入る。

#### ドルフィン桟橋
初代は1954年完成。それ以前は連絡船は直接接岸できず、艀に乗り換えて端島に上陸していた。
現在使われている3代目は1962年に完成。

#### メガネ
防波堤にある穴で、そこから高島を見ると近くに見えるので「メガネ」と呼ばれていた。端島で発生したゴミはここから捨てられる。端島の周辺の海はゴミの他にも糞尿などが垂れ流しで衛生状態が非常に悪かったが、多くの人が気にせず泳いでおり、感染症にかかる人も多かった。感染症にかかった人は、68号棟（隔離病棟）の世話になる。閉山直前の1973年1月に、ゴミの廃棄中に女性が高波にさらわれる事故があり、ここからゴミを捨てることが禁止され、島内で焼却することになった。
端島は釣りを趣味とする人も多く、釣りスポットの一つとなっていた。現在も端島の各所は釣りスポットとなっており、世界遺産に指定されてクルーズ船が就航する以前より、漁船をチャーターして上陸する釣り人がいる。このあたりではチヌが良く釣れる。

#### 遊郭
南部商店街に存在した。往時は前に列をなしたというが、常連と次第に顔なじみになって公娼としての性質が失われることから流行らなくなり、若い人は金をためて長崎まで行くことが多くなった。1952年時点で商店となり、その後火災で焼失し、その跡地に31号棟が建てられた。

#### 肥前端島灯台

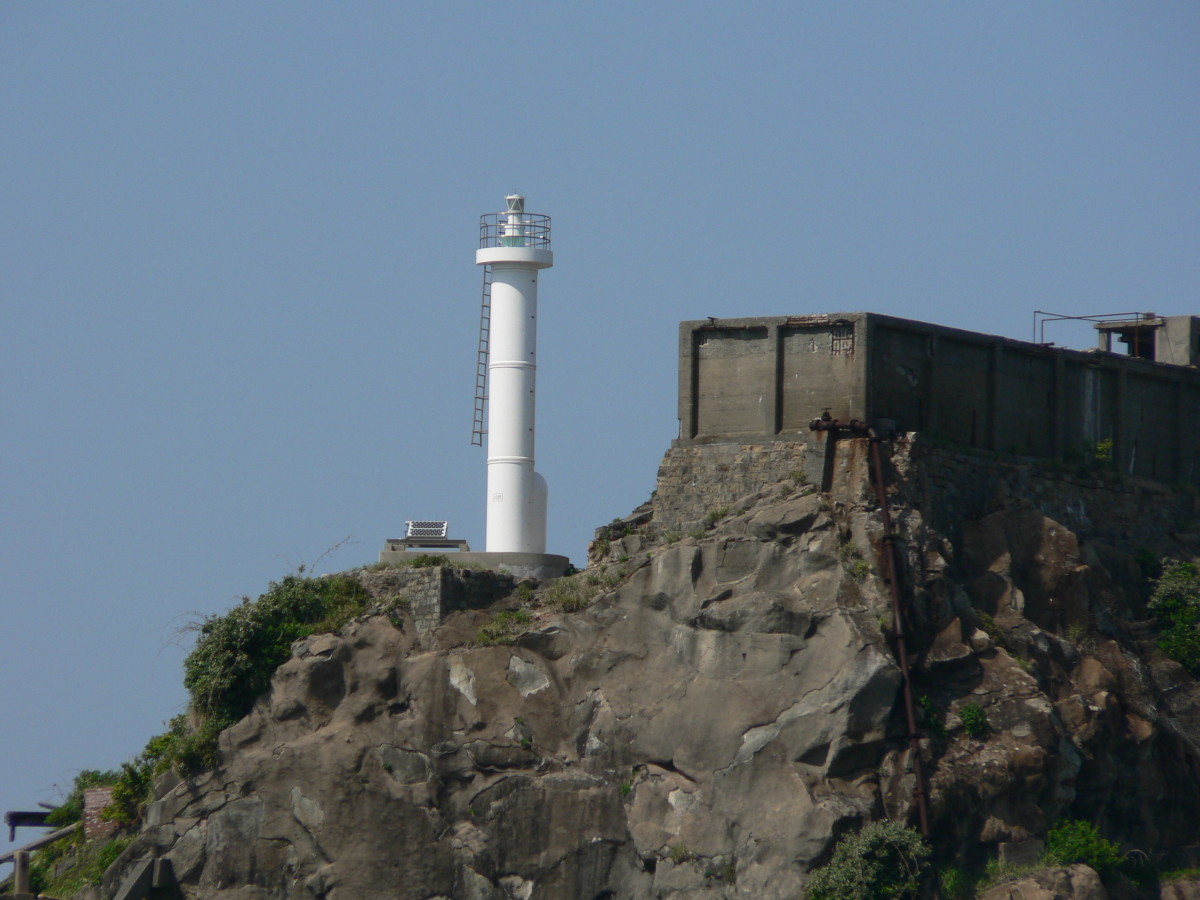
肥前端島灯台

端島が無人島となると、夜間は真っ暗闇となり、航行の障害になることから、1975年（昭和50年）に岩山南端の貯水槽の隣に鉄製灯台として建設され、同年12月29日に初点灯した。1988年（昭和63年）9月13日には灯質の変更および灯器がLD管制器Ⅱ型に改良された。
現在建っているのは強化プラスチック製の2代目で、1998年（平成10年）12月17日の建造。

### ギャラリー

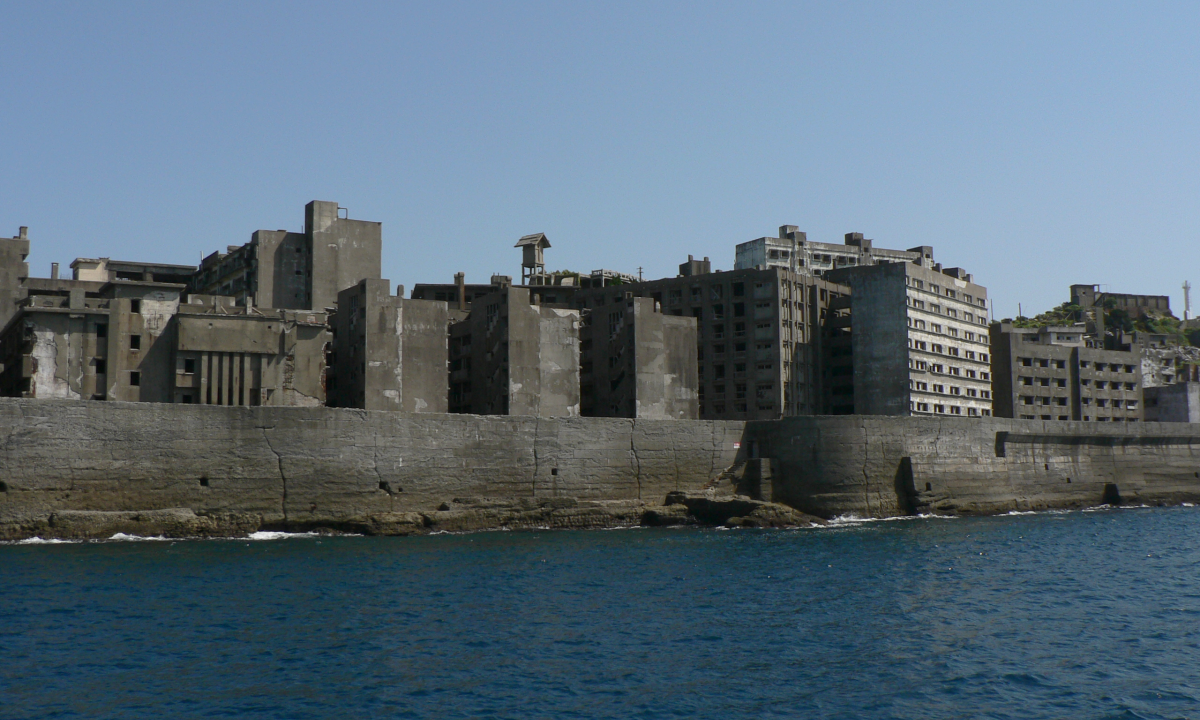
端島の西側には鉱員のための集合住宅が立ち並ぶ。手前右から48号棟、51号棟、日給社宅（16号棟など）、59号棟、60号棟、61号棟、66号棟
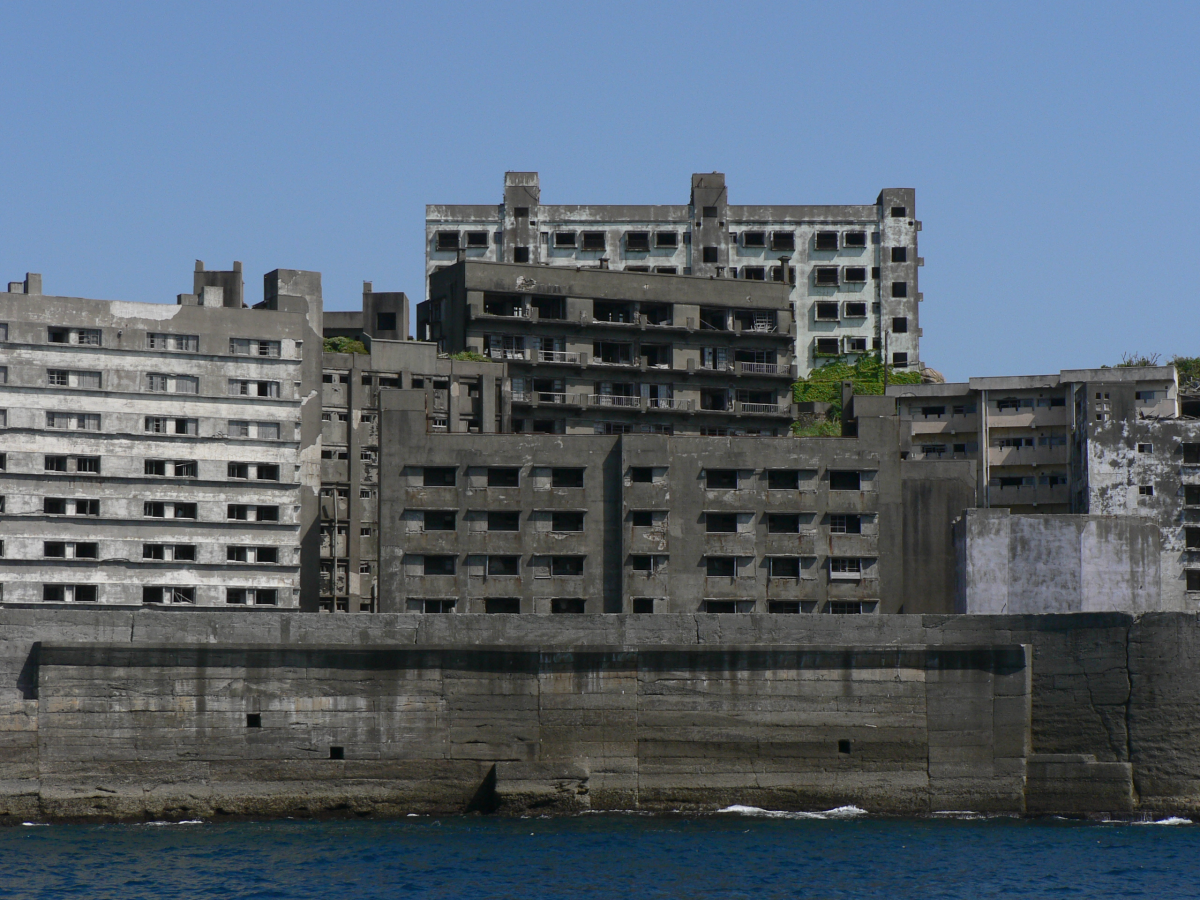
同じく端島西側。中央は手前から48号棟、14号棟、3号棟、左は51号棟、右は手前から39号棟、13号棟
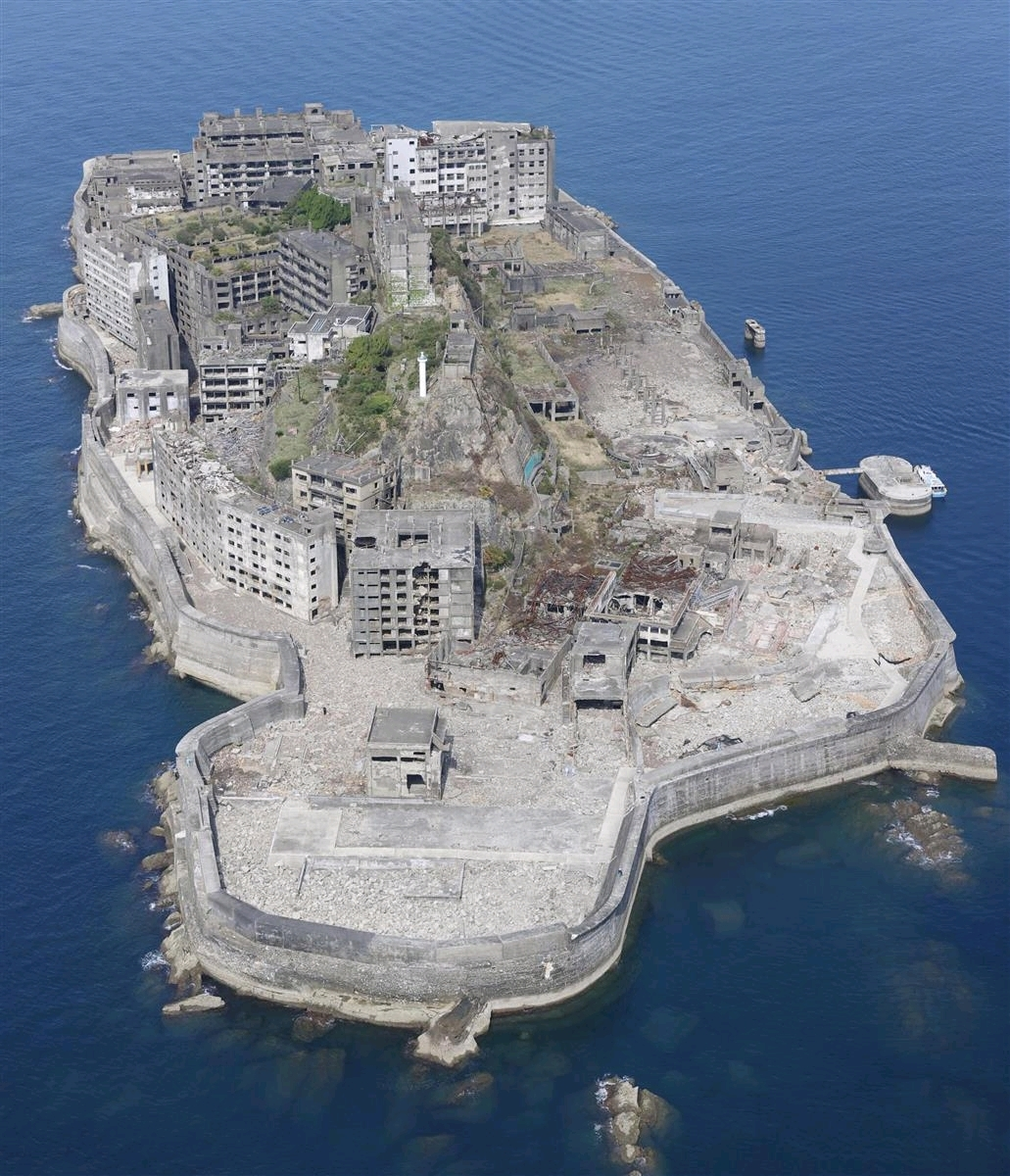
全景
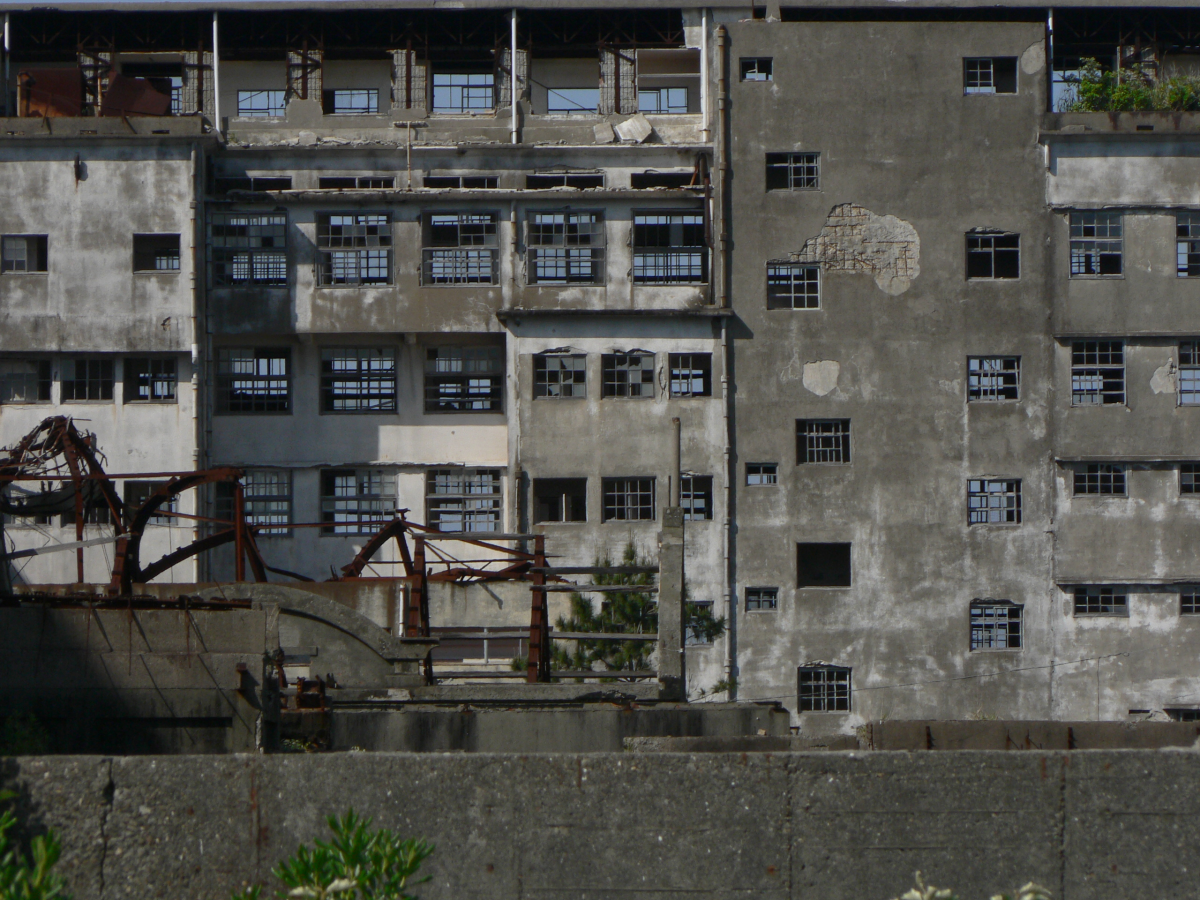
7階建ての端島小中学校（70号棟）
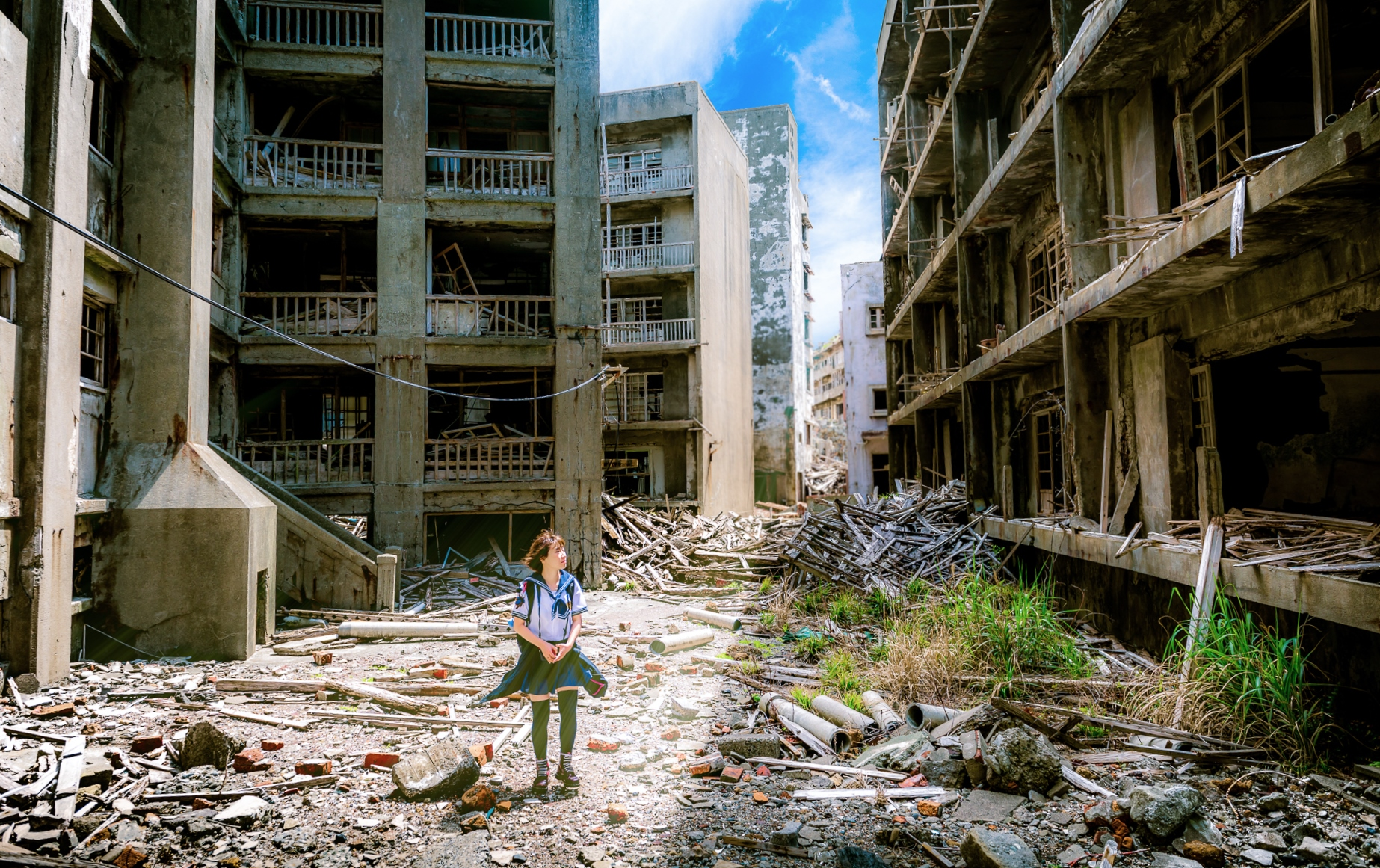
左側に19号棟のダストシュートが見える。ここから回収したゴミをメガネから海に投棄する。
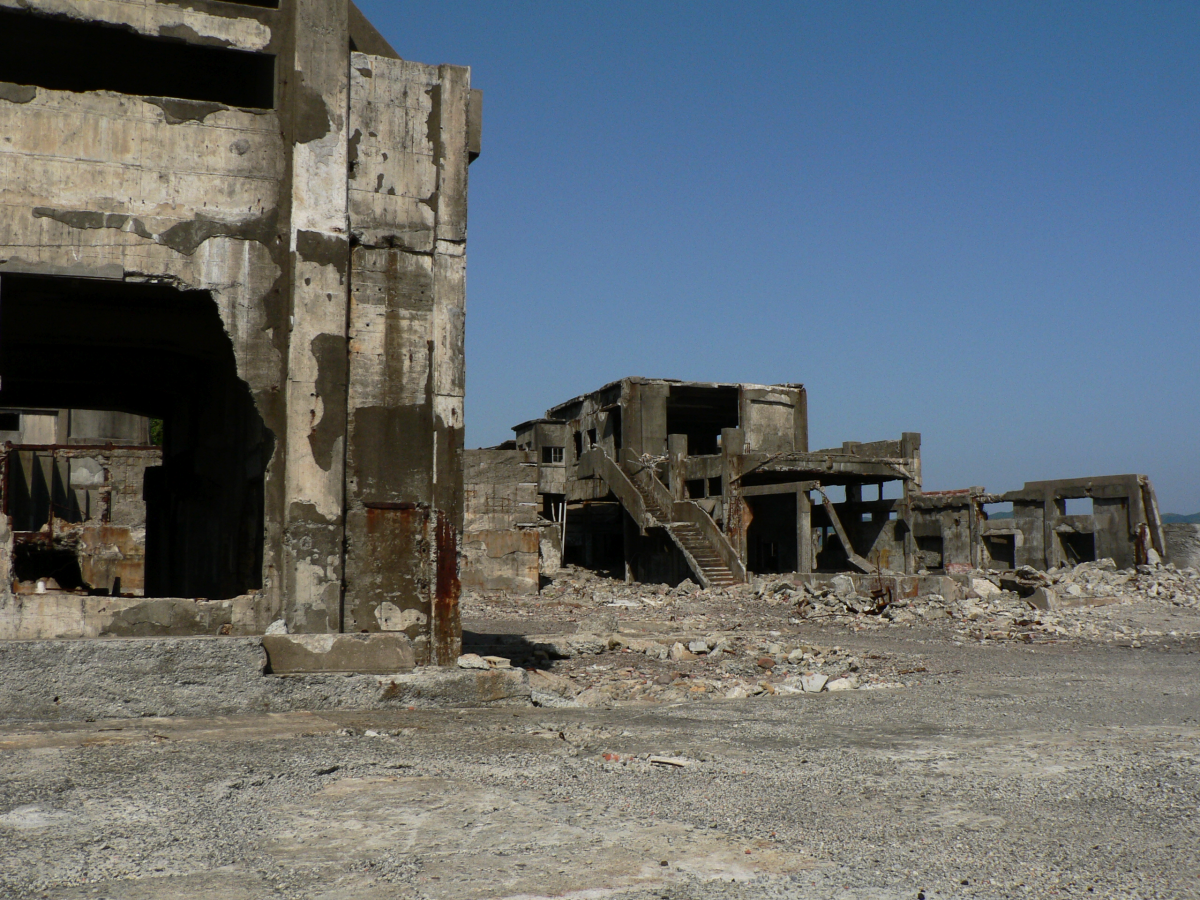
炭鉱関連施設には閉山時に破壊されたものが多い。
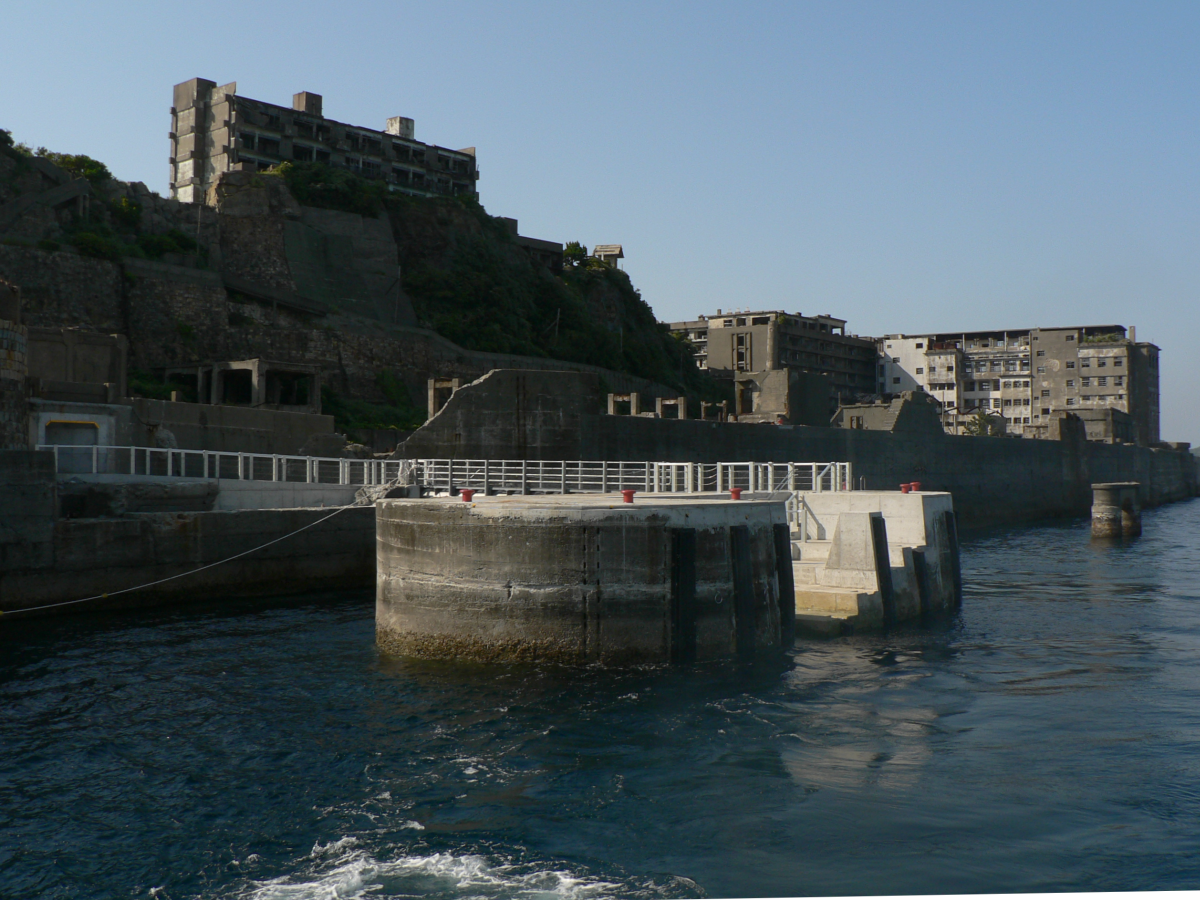
1962年に完成した3代目のドルフィン桟橋。初代は完成後2年目に台風で流失、2代目も完成翌年の台風で破損した。
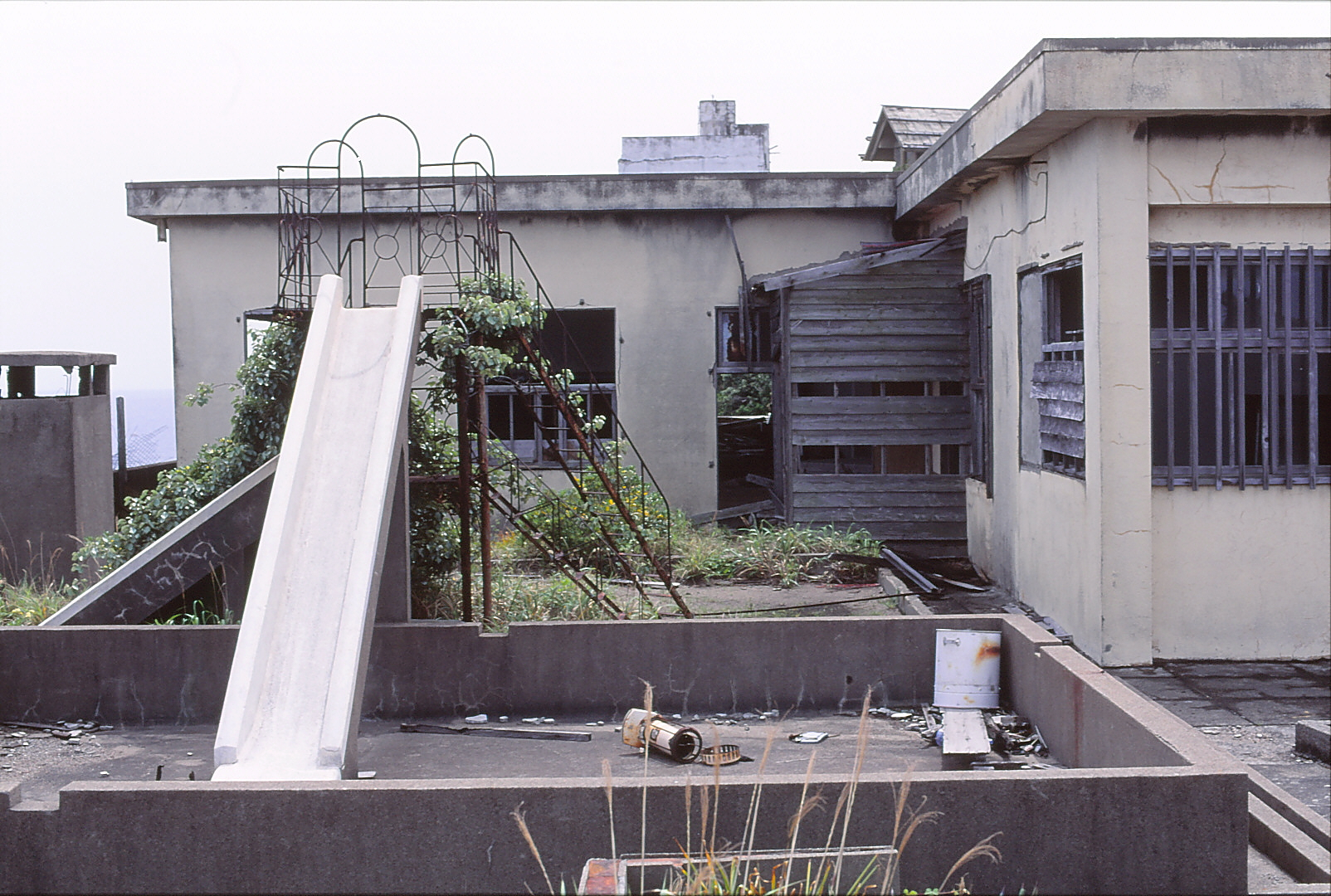
端島幼稚園　遊具
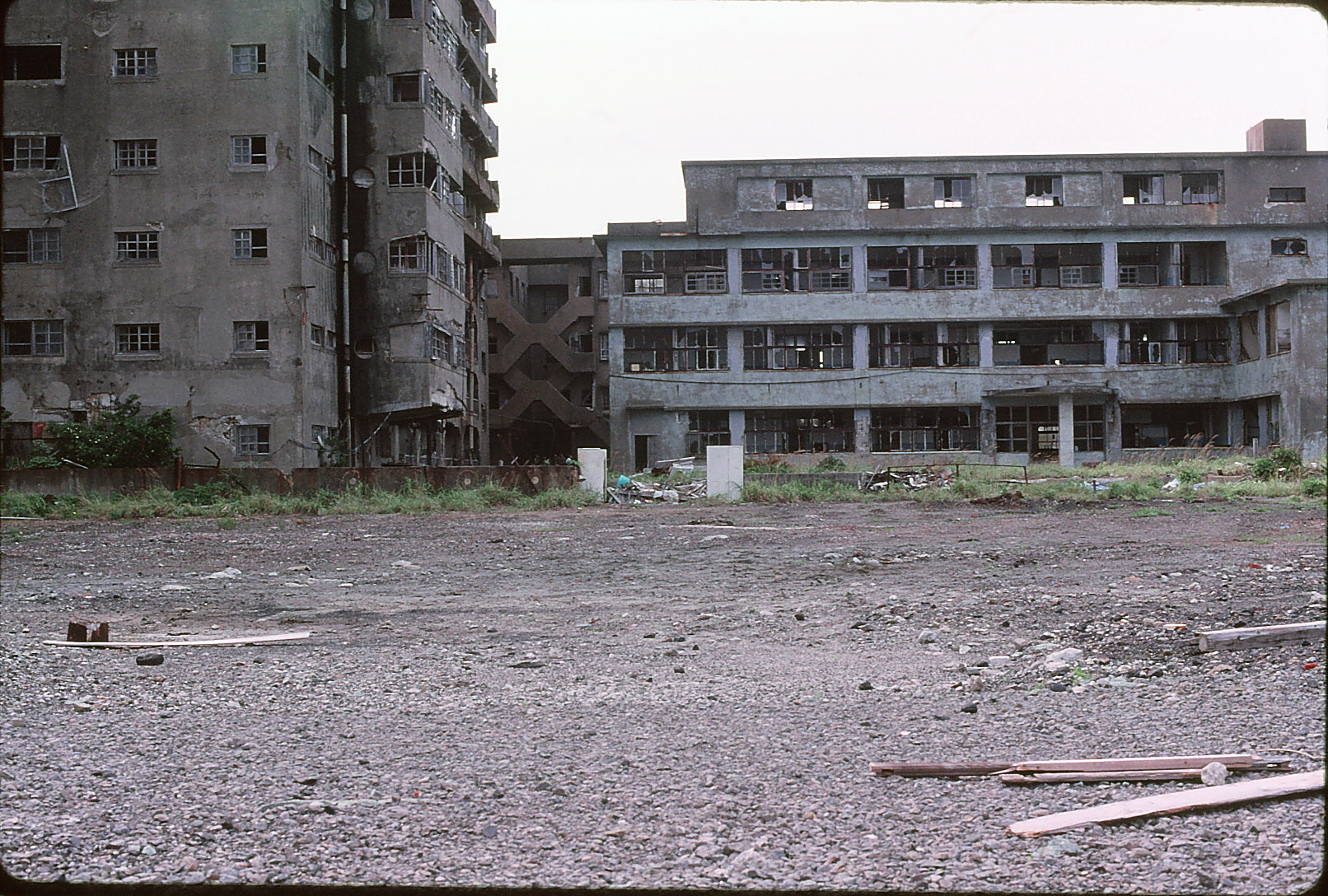
左から端島65号棟　67号棟（X階段）　69号棟（端島病院）　グラウンド付近から撮影
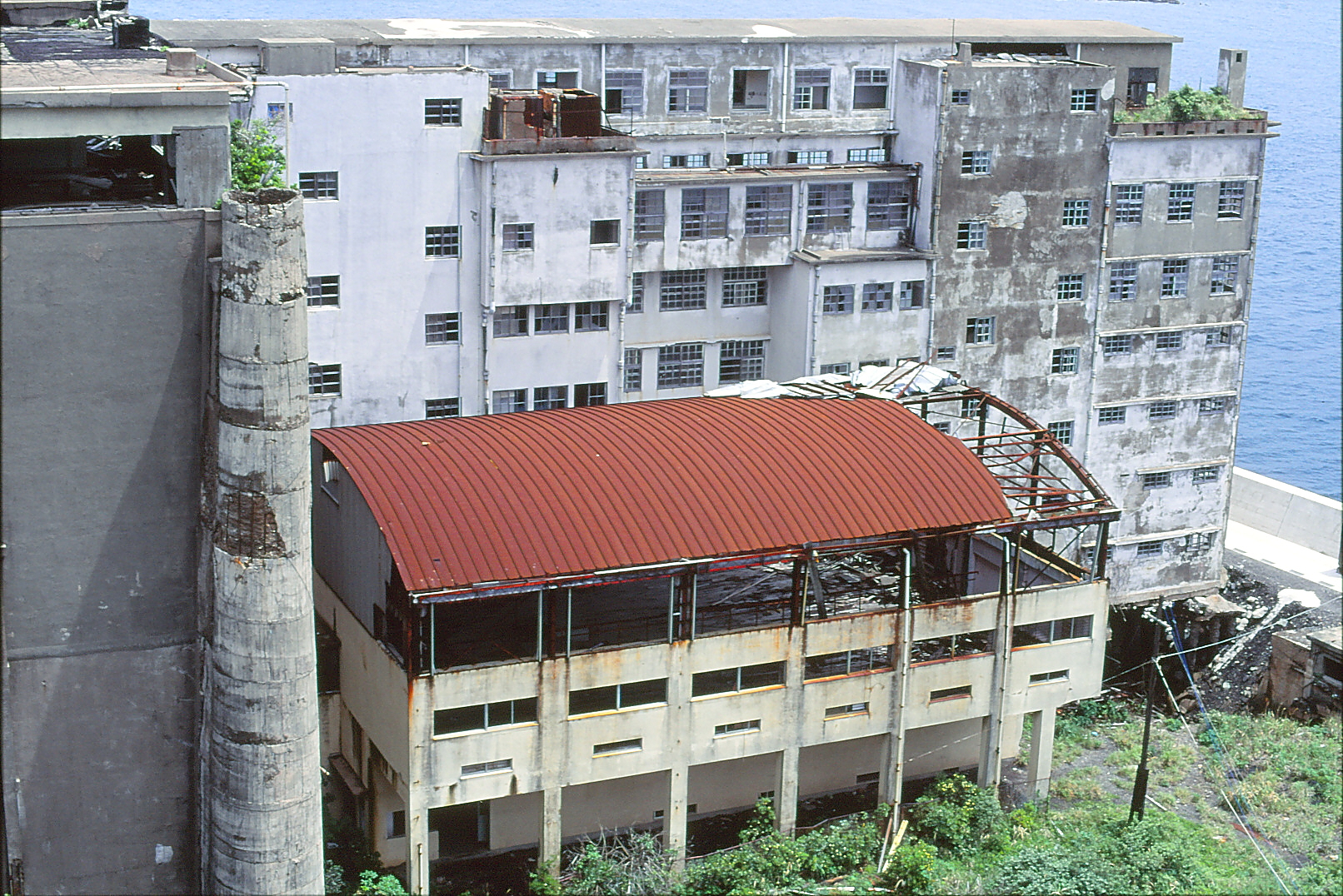
端島小中学校　体育館
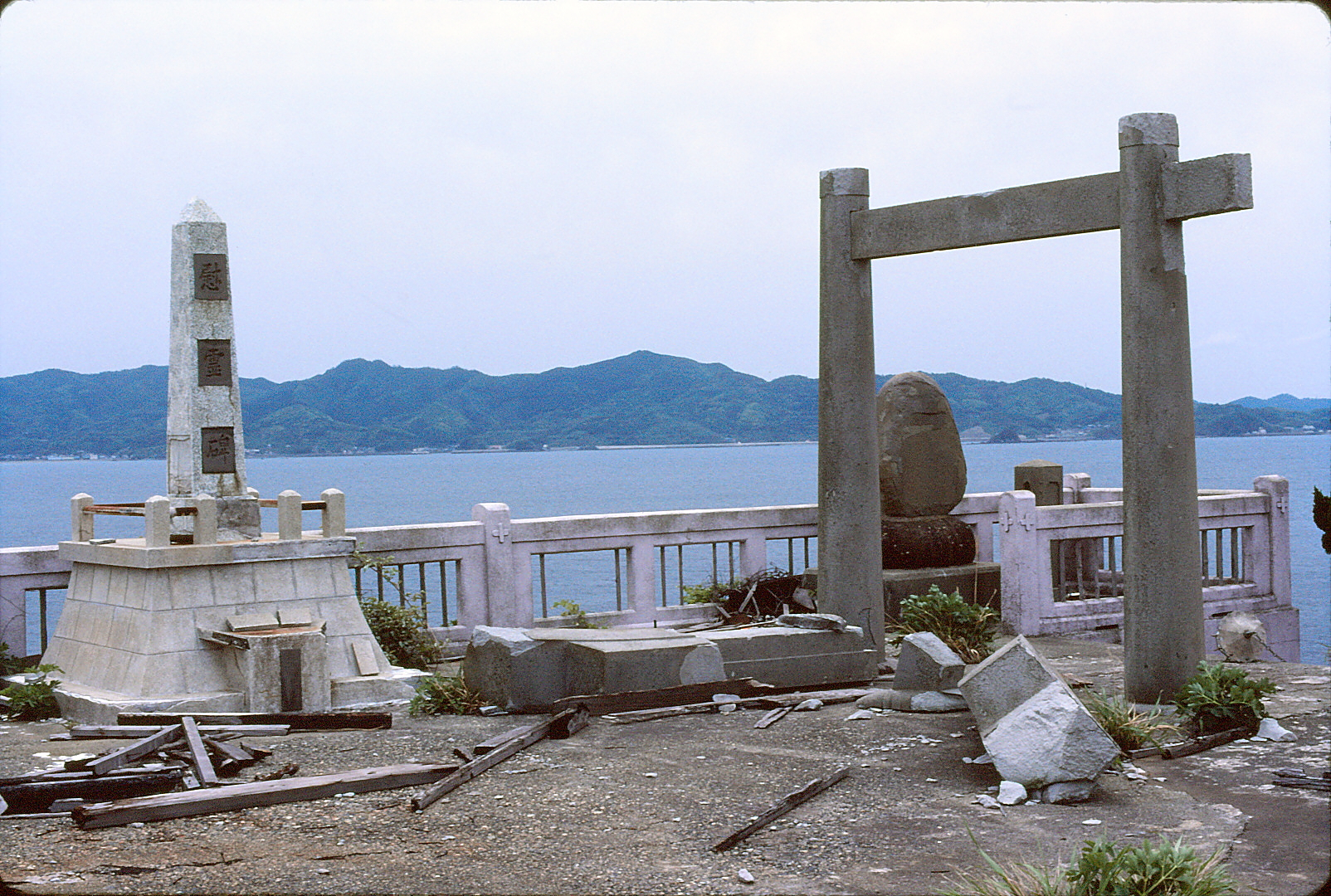
端島神社 鳥居　慰霊碑
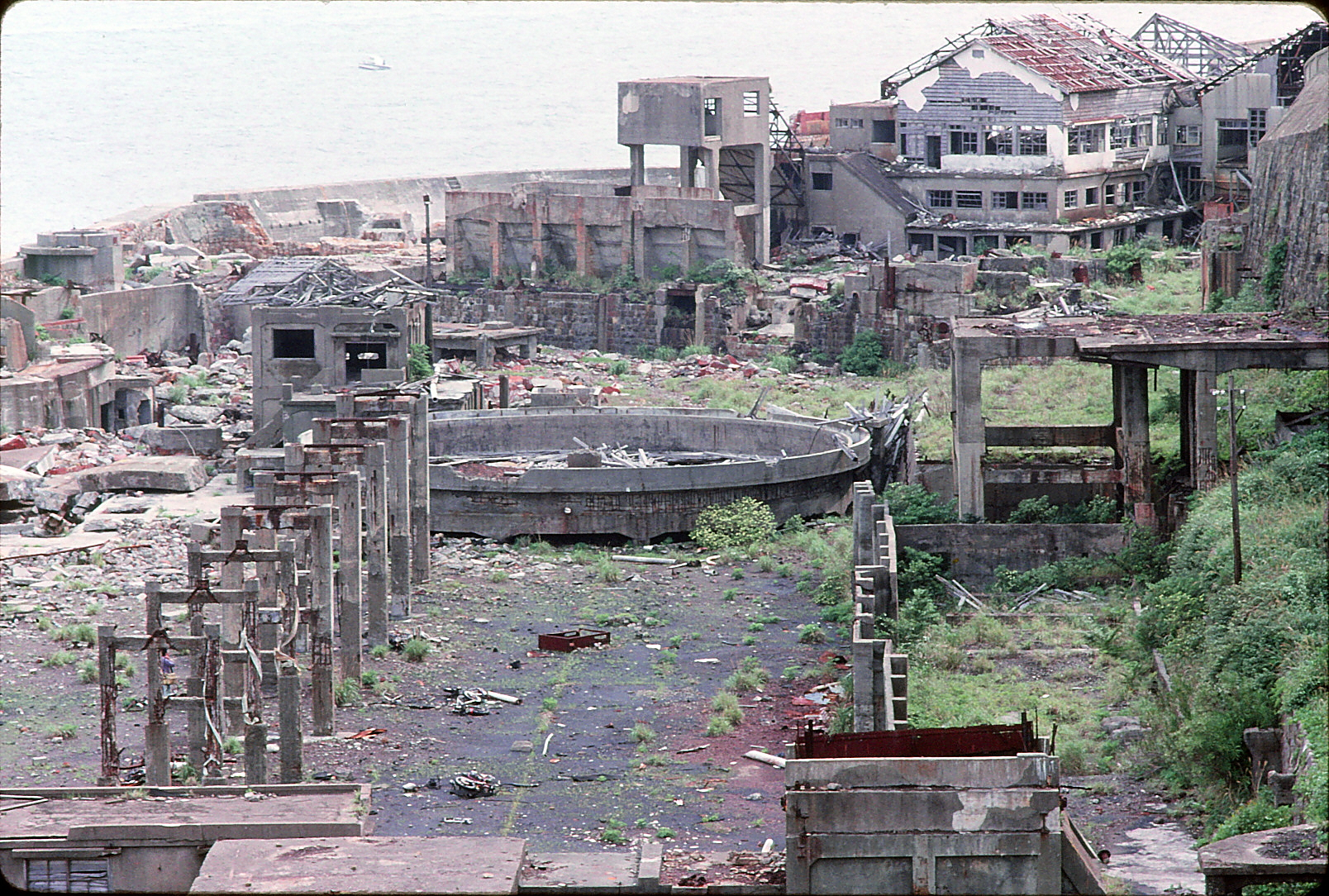
ドルシックナー　ベルトコンベアー跡
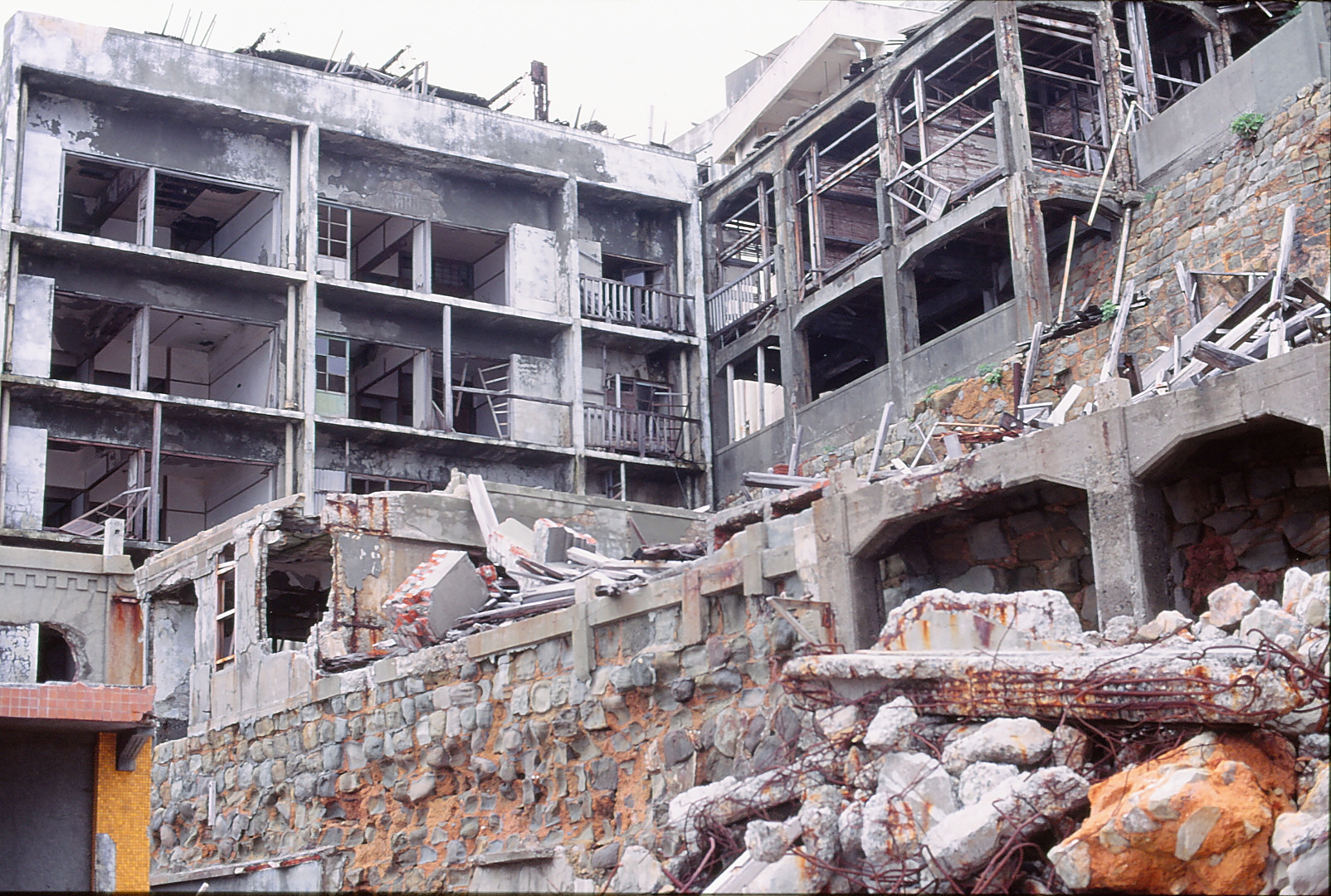
右　後方　12号棟　23号棟跡（泉福寺）　左　22号棟
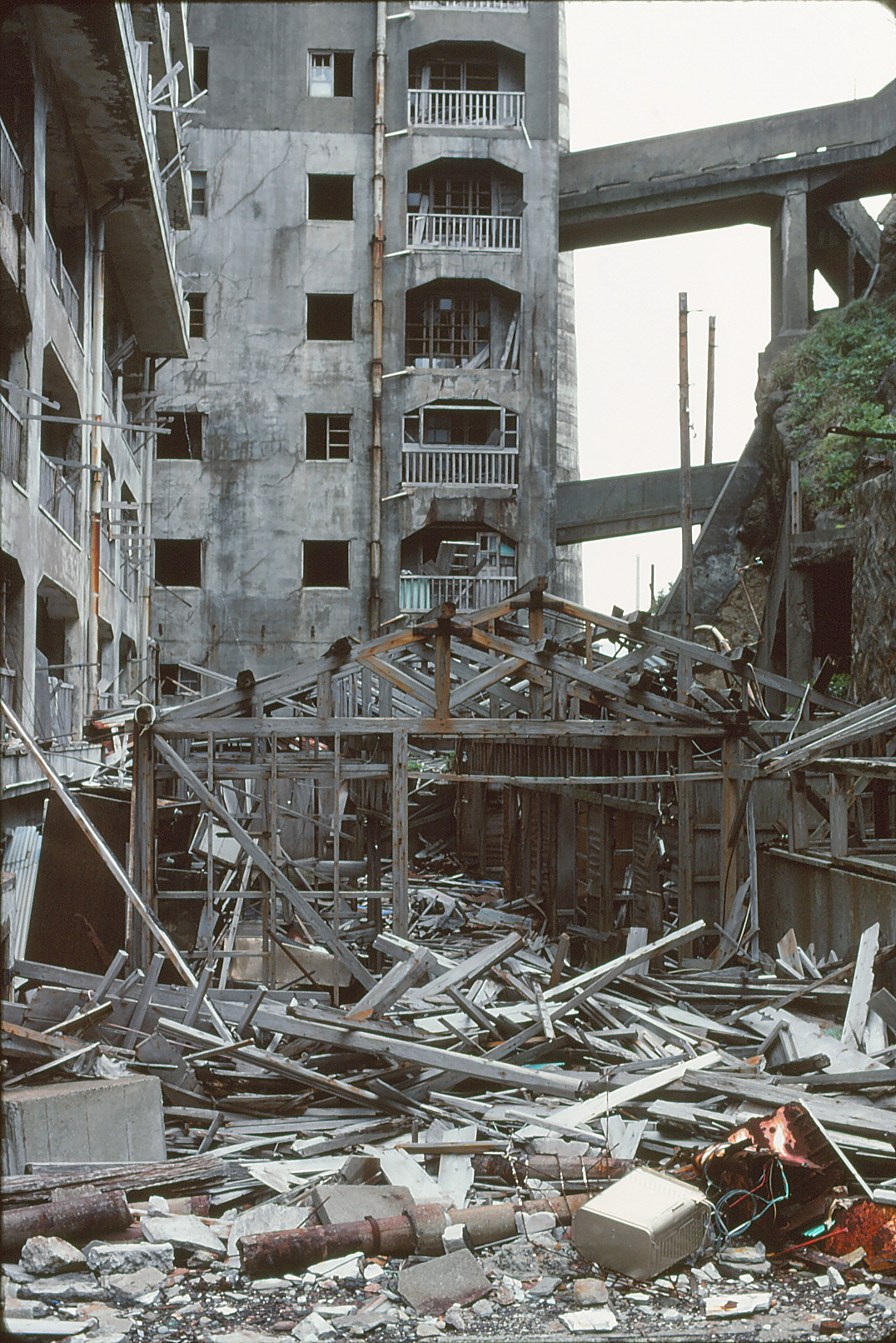
マーケット跡（中央）
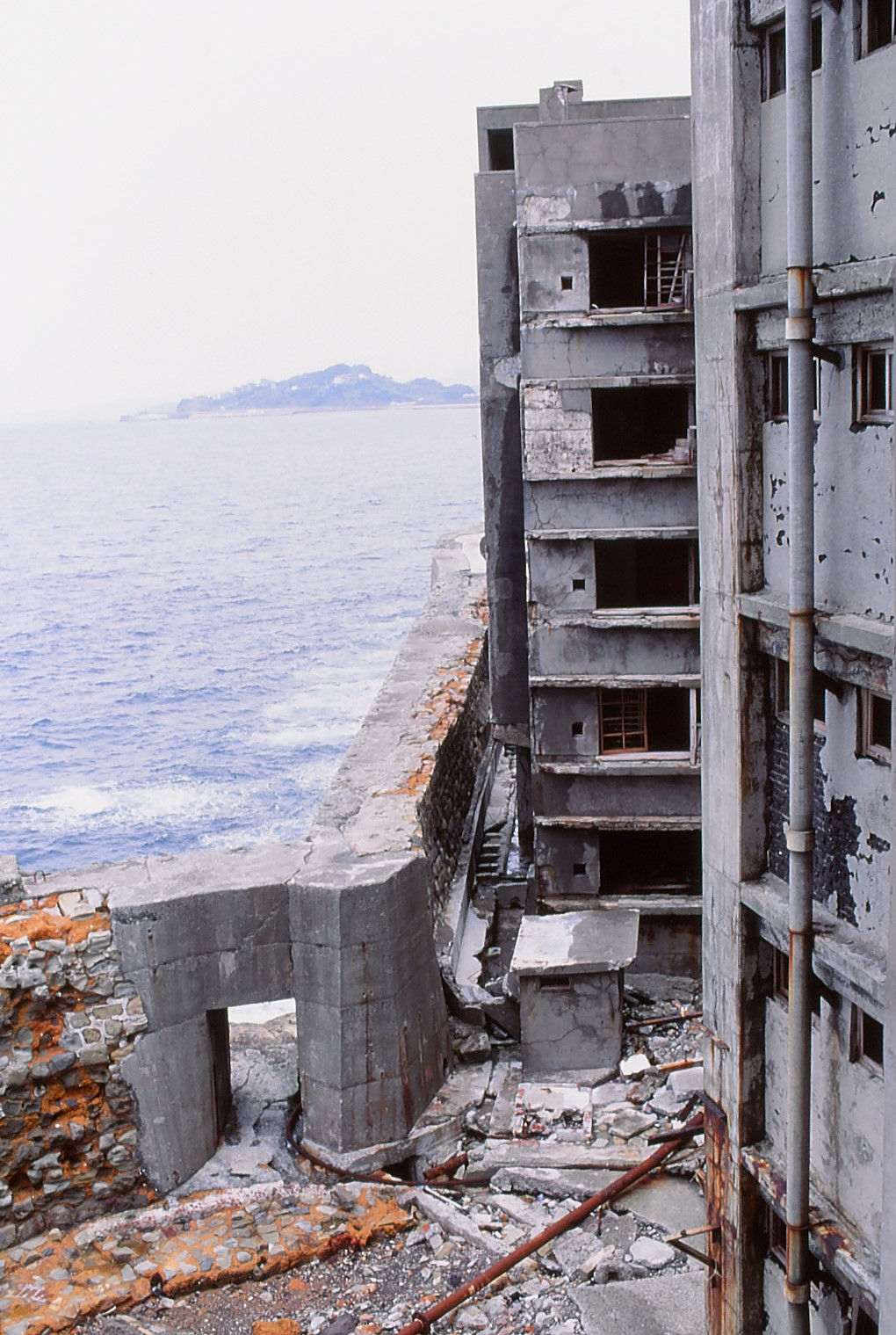
船着場入口（メガネ）　後方の島は高島
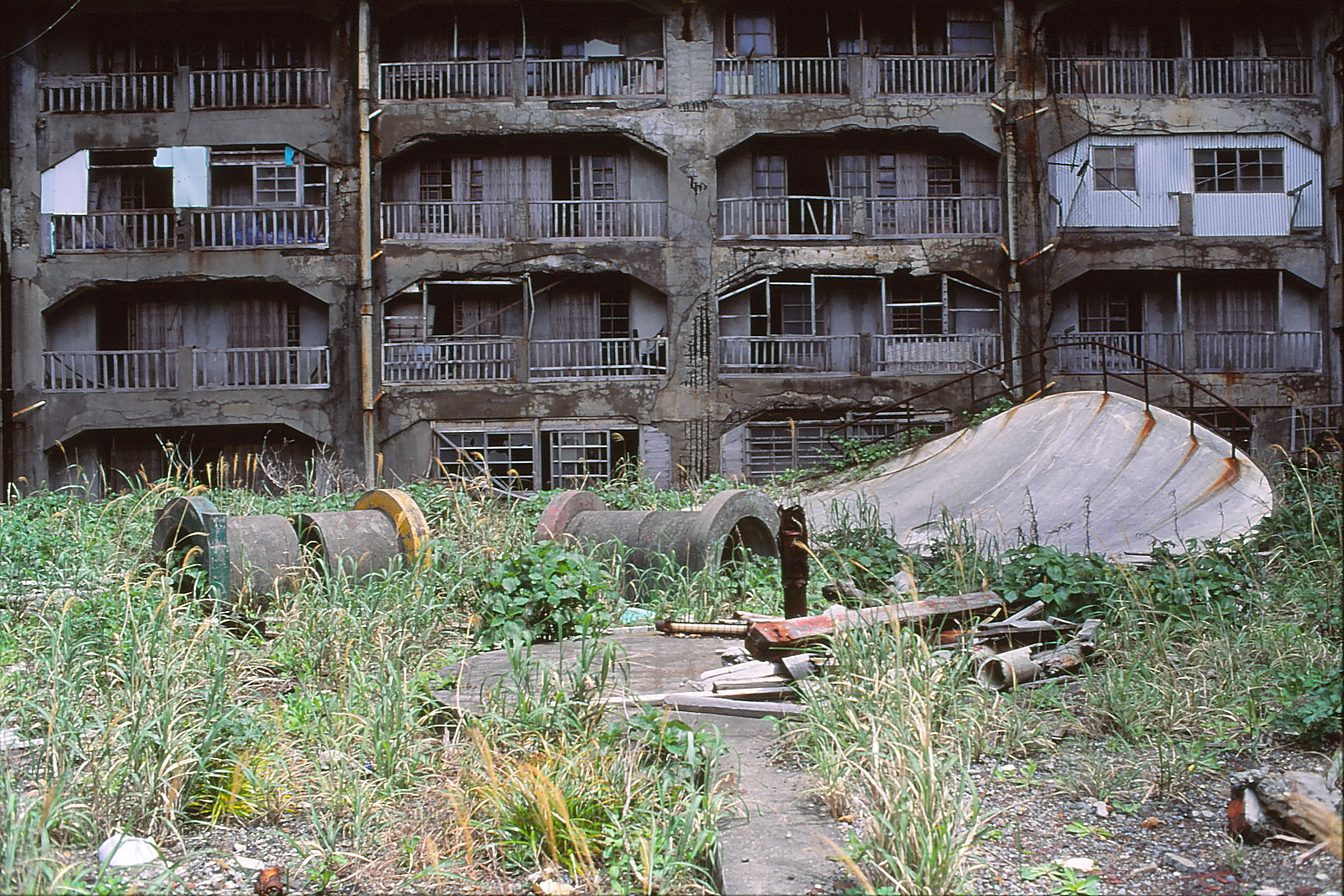
端島公園
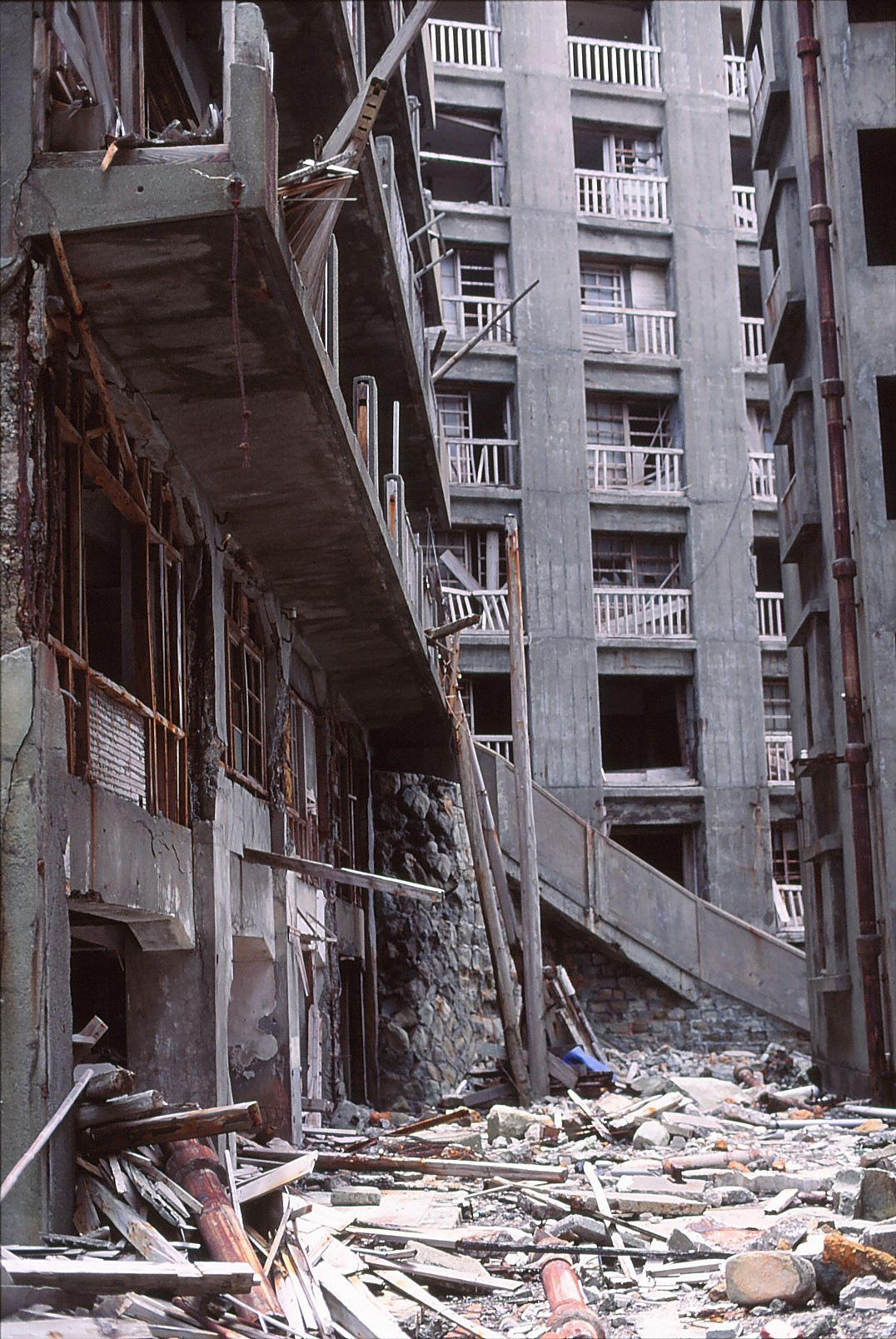
57号棟の張り出しベランダ　後方は地獄段階段
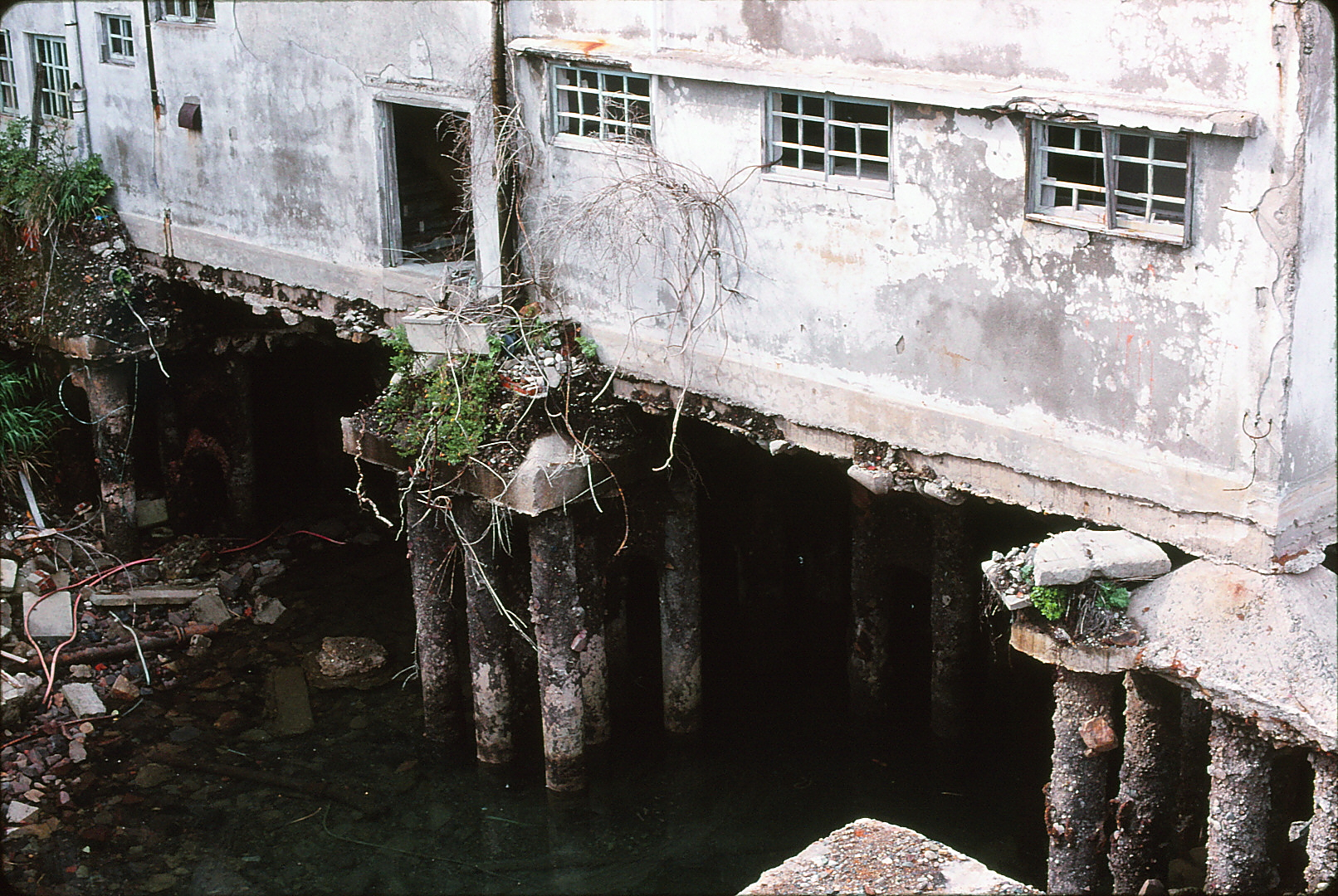
70号棟（小中学校校舎）　剥き出しになった基礎杭

## 条例
長崎市は「長崎市端島見学施設条例」で、端島に「長崎市端島見学施設」を設け、桟橋、見学広場、見学通路を設けると定める。また、見学施設を利用することができる者を、原則として許可事業者およびその係員ならびに許可事業者の船舶により運送された者に限定している。
また、長崎市は「端島への立ち入りの制限に関する条例」により安全確保のため、端島の区域のうち、長崎市端島見学施設条例で定められた見学施設の区域以外の区域への立ち入りを市長が特別の理由があると認める者を除いて認めていない。

## 交通アクセス
端島には飛行場がなく、また別の陸地とをつなぐ橋梁もないため、端島へ至る交通機関は船舶に限られる。一般開放されている範囲では、観光ツアー船での上陸が可能。
かつては三菱が社船「夕顔丸」を運航していた（1962年まで）ほか、野母商船が長崎港より、伊王島、高島を経由して端島に至る航路を運行していた。1970年の時点では1日12往復、長崎までの所要時間は50分であった。距離は長崎港から約20キロメートル。
これらの航路は島の無人化により廃止され現存しないが、廃墟や近代化遺産として端島が注目されるようになると、島の周囲を巡る遊覧船が長崎港などから運航されるようになった。上陸は禁止されていたが、それでも上陸を試みる無法者は多く、その場合は海上タクシーなどが利用されていた。
長崎市の「長崎市端島見学施設条例」と「端島への立ち入りの制限に関する条例」により、見学可能エリアは一部に限られるものの、2009年4月22日から観光客が上陸・見学できるようになった。旅行会社や海運会社が上陸ツアーを行っている。軍艦島コンシェルジュ、やまさ海運や、高島海上交通の上陸ツアー（長崎港→端島→長崎港）の場合、料金は（長崎市に払う施設使用料込みで）大人が4,300円。2010年8月には伊王島からの上陸ツアーも開始された。
ただし悪天候の場合、すなわち風速が秒速5メートル超、波高が0.5メートル超、視程が500メートル以下のいずれかに該当する場合には、ドルフィン桟橋が利用できず上陸できない。そのような場合でも、欠航でなければ、施設使用料300円以外の料金の払い戻しはない（やまさ海運では1割返金）。やまさ海運の2009年度の統計によると、（月によってだいぶ異なるが）全体的に欠航便や上陸中止便がそれぞれ数割ほど発生しており、2月と9月はほぼ9割が上陸できているのに対し、7月の「上陸率」は僅か34%にとどまる。
なお、「軍艦島クルーズ」はやまさ海運が商標登録している。

## 世界遺産登録に関する経緯

### 国内における世界遺産登録の動き
国内では民間による世界遺産への登録運動が行われ、2006年8月には経済産業省が端島を含めた明治期の産業施設を地域の観光資源としていかしてもらおうと、世界遺産への登録を支援することを決定した。2008年9月に「九州・山口の近代化産業遺産群」の一部として、世界遺産暫定リストに追加記載されることが決まり、2009年（平成21年）1月に記載された。一方、軍艦島を国の文化財に指定する動きは、2013年11月5日の参議院内閣委員会にて秋野公造参議院議員が未だ国の文化財ではなかった軍艦島に国の財政支援を求める質疑を行い、国が必要な予算の確保に努める意向を示したことで、2014年1月に長崎市は文化財指定に向けて意見具申を行い、2014年6月20日に文化審議会が軍艦島（＝端島炭鉱跡）を含む三つの炭坑跡で構成される「高島炭鉱跡」を史跡に指定するよう文部科学大臣に答申して、2014年10月6日に軍艦島は国史跡として文化財指定された。これで軍艦島が世界遺産登録へ向けて、非稼働遺産に必要な要件である国の文化的価値づけが明確になった。

### 韓国による世界遺産登録反対運動
2015年5月5日、国連教育科学文化機関（ユネスコ）の諮問機関「イコモス」（国際記念物遺跡会議）が端島を含む幕末から明治の重工業施設を中心とした「明治日本の産業革命遺産」の全23施設を世界文化遺産に登録するよう勧告すると、韓国は「かつて日本が軍艦島で朝鮮人を強制労働させた過去」を理由に官民を挙げて、端島の世界文化遺産登録を阻止する運動を開始した（徴用工訴訟問題も参照）。
2015年5月11日に韓国・ソウルで開催された日韓議員連盟の合同幹事会で「明治日本の産業革命遺産」の世界文化遺産登録に韓国政府が反対していることについて、政治問題化しないよう韓国側に理解を求め、22日に継続して協議することを確認したが、翌日、韓国国会は本会議で、日本政府が「明治日本の産業革命遺産」の世界文化遺産への登録を推進していることを糾弾する決議を可決、採択した。2015年5月20日、韓国大統領の朴槿恵大統領は、ユネスコのボコバ事務局長と会談し、「歴史に背を向けたままの世界遺産登録の申請は、国家と国家の不必要な分裂を招くことだ」と述べ、登録反対を直接伝えた。6月11日には尹炳世外交部長官が登録阻止のためユネスコ委員国を歴訪した。民間では、主要な韓国のキリスト教の指導者たちが会見を行い、日本キリスト教協議会に働きかけ「日本の帝国支配に関連する世界文化遺産を登録する日本の試みを非難する共同声明」と題した日韓の共同声明を発表。
これに対して、日本の推進派は超党派の世界遺産議連を結成して登録実現に向けて働きかけを強めるよう政府に求める決議を採択した。この問題について、日本の岸田文雄と韓国の尹炳世による外相会談が開かれ、日本が韓国の「百済歴史遺跡地区」を世界文化遺産に登録することを支援する代わりに、韓国も「明治日本の産業革命遺産」の登録を支援することで合意したが、韓国の「百済歴史遺跡地区」の登録が採決された翌日、韓国は合意を反故にし、「明治日本の産業革命遺産」の登録に反対を表明。最終的に日本政府は韓国政府に譲歩し、「日本が徴用政策を実施していたことについて理解できるような措置を講じる」ことを約束し、端島の登録が採決された。
この結果について、韓国は日本が「韓国人を強制労役させた事実を認め、韓日和解ムードが形成されるきっかけになった」と評価し、両国で韓国人の被害者を慰めて、「未来志向の韓日関係」を築くように日本に求めている。

### 韓国による世界遺産撤回運動
2017年7月、軍艦島の案内情報に朝鮮人強制徴用に関する記述がないことを理由に、韓国の誠信女子大学校教授の徐敬徳らにより、ユネスコに軍艦島を世界遺産撤回するように求める運動が展開された。
東京都新宿区に2020年に設置された産業遺産情報センターには寧ろ鉱山労働者が丁寧に扱われたとする文書が展示され、日本政府は端島において朝鮮人の強制労働が行われた事実が分かるような措置を講じるとの約束を破ったとの批判の声があがった。2021年7月、ユネスコ世界遺産委員会は、日本が約束を守らなかったことに遺憾の意を表明する異例の決議案を全会一致で可決した。
2023年、「犠牲者を記憶にとどめる」コーナーを産業遺産情報センターに新たに設けるなど徴用を巡る展示を充実させた日本の追加の取り組みを評価する新たな決議を、ユネスコは採択した。とはいえ、この新たな決議では、日本に韓国を指すとみられる関係国との継続的な対話を促すとともに、今後の取り組みとして新しい証言検討など追加の研究・調査を行い2024年12月1日までにその結果を報告することを求めている。ともあれ、この変化については、尹錫悦政権下での日韓関係の改善姿勢による韓国側態度の変化や日本側の外交努力の勝利と捉える見解がある。

## 虚偽情報拡散問題
軍艦島を扱った1955年（昭和30年）放送のNHK番組『緑なき島』の映像は韓国メディアなどに無断使用され、戦時徴用を巡る虚偽情報が拡散した契機とされ問題視された。元島民は2020年（令和2年）11月以降「軍艦島で撮影された映像ではない」と訴え、NHKに訂正と謝罪を求めてきた。2024年（令和6年）12月、NHKは東京簡易裁判所で成立した調停で坑道内の照明とされた映像については「坑内との確認が得られていない」と認めた。2025年（令和7年）3月26日、NHKの稲葉延雄会長は、端島の元島民8人と面会して謝罪し、「長期に渡って皆さまが名誉を傷つけられたと感じ、つらい思いをさせたことに大変申し訳なく思っている」と語った（この件についてNHKが報道していないことが、産経新聞により報じられた）。

## 舞台とした作品
映画
- 『緑なき島』（1949年公開）の舞台。
- 『純』（1980年公開、江藤潤主演）では主人公・純の出身地となっており、端島でのシーンもある。
- 『冒険者カミカゼ -ADVENTURER KAMIKAZE-』（1981年、千葉真一主演） - ビル間をロープで綱渡り・爆破・海中へダイブするなど、クライマックスの中心となる舞台。
- 『魚からダイオキシン!!』（1992年公開、内田裕也主演）のロケ地。
- 『007 スカイフォール』（2012年12月1日公開、ダニエル・クレイグ主演） - 本編に登場する廃墟の島、デッド・シティのモデル。2011年7月にスタッフが端島にロケハンをしたが、安全性を考慮して現地でのロケ撮影は実施せず、ロケハンで撮影した写真をもとに作られたロンドン郊外のセットで映画撮影がなされた。ロケハン並びにアイデアを使わせてもらったことで、長崎市長への謝辞が作品のエンドロールに収められている。
- 『進撃の巨人』実写映画版での撮影ロケ地の一つとなった。
- 『軍艦島』（2017年公開、韓国映画） - 日本統治時代の朝鮮で軍艦島に強制徴用された400人の朝鮮人が脱走をするというストーリーの娯楽アクション映画。最後に朝鮮人徴用者全員の虐殺計画が立てられたとか、そのために脱走したという事実はなく、「軍艦島を世界遺産にする会」は「端島の歴史を全否定する内容」「捏造と間違った歴史認識には両国の溝を深めるだけである」と批判している。
- 『軍艦少年』（2021年公開、佐藤寛太主演）

音楽
- B'z『MY LONELY TOWN』（2009年）のディスクジャケット、ミュージック・ビデオ撮影のロケ地。
- KOTOKO『Light My Fire』（2011年）、ミュージック・ビデオ撮影のロケ地。
- ナノ『Rock on.』（2014年）、ミュージック・ビデオ撮影のロケ地。
- 10神ACTOR 『フロンティア』(2015年12月15日)、ミュージック・ビデオを軍艦島で撮影
- KAT-TUN『GREATEST JOURNEY』（2016年）、ミュージック・ビデオ撮影のロケ地。
- 林原めぐみ『With you』(2017年)のアルバムジャケット撮影、『青空』（2017年）、ミュージック・ビデオ撮影のロケ地。
- Cres 『End Time』(2006年)、ジャケットのモチーフ。音楽ゲーム、BMSの最難関楽曲。
- BiSH『STORY OF DUTY』(2020年)、CODE OF DUTY MOBILEとのタイアップ曲。配信限定ミュージック・ビデオ撮影のロケ地。

ドラマ
- 2000年放送のNHK制作連続ドラマ『深く潜れ〜八犬伝2001〜』の主なロケ地ともなった。
- 2011年放送のフジテレビ制作ドラマ『浅見光彦シリーズ』の第40弾『棄霊島』の舞台であり、ロケ地。2009年4月に観光客の上陸が解禁されて以降、テレビドラマの撮影が行われたのは初
- 2011年放送のTBS・テレパック制作ドラマ『西村京太郎サスペンス 探偵 左文字進15「長崎・軍艦島の殺意」』の舞台であり、ロケ地。
- 『モンタージュ 三億円事件奇譚』 2016年放送のフジテレビ制作ドラマ 主演:福士蒼汰, ヒロイン:芳根京子, 西田敏行ほか
- 『海に眠るダイヤモンド』 2024年放送のTBS制作ドラマ 主演:神木隆之介、斎藤工、ヒロイン:杉咲花ほか

その他テレビ番組
- 『探検バクモン』（NHK総合） - 2014年6月4日放送回では、爆笑問題が元島民（島生まれ、閉山まで坑夫として産炭に従事）や長崎市の関係者とともに立入禁止エリアに分け入り、崩壊が進む島の現状を調査した。その際、元島民が暮らしていたアパートの部屋にも入っている。またドローンで30号棟内部の撮影も行なった。
- 『廃墟の休日』（2015年7月10日 - 2015年9月25日、テレビ東京）第一回、第二回、第三回 - 第三回では端島に隣接する中ノ島にあったかつての島民たちの憩いの場を訪ねている。
- 『暗闇三太』（2015年7月5日 - 2015年9月27日、九州朝日放送）第一話、第四話、第十四話 - 主人公の暗闇三太が人間界に初めて降りてきた場所が端島でありメインの舞台になっている。1967年制作という設定の白黒アニメのため、1960年代当時の実写映像が背景に使われている。
- 『激レアさんを連れてきた。』（テレビ朝日） - 2018年9月3日放送の「子供の頃に住んでいた“軍艦島”を世界遺産にすべく孤軍奮闘した人」で元島民の坂本道徳を特集し、彼がNPO法人「軍艦島を世界遺産にする会」を立ち上げ世界遺産に登録するまでのいきさつを紹介した。
- 『ケムリクサ』（2019年） - テレビアニメ版制作のためにロケが行われており、主に1話と2話の物語の舞台となっている。
- 『帰れマンデー見っけ隊!!』（テレビ朝日） - 2024年12月2日放送の3時間SPでは、番組MCのタカアンドトシ、サンドウィッチマン、ゲストの小泉孝太郎が、長崎市職員らとともに非公開エリアへ潜入。元住民の話をもとに、当時の思い出の地は現在どうなっているのか、ドローンを駆使し、映像記録として残す企画を行った。

小説
- 赤川次郎『三毛猫ホームズの無人島』（1997年）の舞台。
- 内田康夫『棄霊島』（2006年）の舞台。
- 西木正明『端島の女』（直木賞受賞）の舞台。
- 皆川博子『聖女の島』の舞台のモデル。
- 大沢在昌『海と月の迷路』（2013年）の舞台（作中では九州N県のH島、通称「軍艦島」）。
- 村山仁志『軍艦島1973 ―僕たちのあの島へ―』（2016年）の舞台。

漫画
- 漆原友紀『迷宮猫』の舞台である団地のモデル。
- 渡辺潤『モンタージュ』
- 桑佳あさ『しょうあんと日々。』
- 皆川亮二『D-LIVE!!』 - ep38に登場する。
- 弘兼憲史『黄昏流星群』 - 「過去からの星還」
- 弘兼憲史『人間交差点』 - 「島」

写真集
- D'ERLANGER 『虚無への供物』（1990年　八曜社） ISBN 978-4827001037

ゲーム
- 『百鬼 〜淫黙された廃墟〜』（2002年、エルフ） - 舞台である「応化島」は端島がモデルとなっており、住居や施設も3Dで表現されている。
- 『Erinyes』（2003年、Pleiades Company） - 無人島からの脱出ゲーム。舞台である「隅島」は端島がモデルとなっており、背景にもその写真素材が多く用いられている。
- 『SIREN2』（2006年、SCE） - 物語の舞台は、端島をモデルとした『夜見島（やみじま）』。
- 『スプラトゥーン』（2015年、任天堂） - ステージのひとつに端島をモチーフにした『ネギトロ炭鉱』がある。
- 『ポケットモンスターオメガルビー・アルファサファイア』（2014年、任天堂）‐ ダンジョンのひとつに端島をモチーフにした『シーキンセツ』がある。

模型
- 2012年4月、オフィス・タカハシから1/1700スケールのペーパークラフトが発売された。
- 『集める軍艦シリーズ No.99 軍艦島(端島)』として1/3000スケールのプラモデルがフジミ模型より発売されている。

その他
- 1982年に公共広告機構（現：ACジャパン）が資源問題キャンペーンとして、端島を題材とした『人影なし（軍艦島）』のテレビCM・新聞広告を制作し、60秒版テレビCMが同年のACC CMフェスティバルで秀作賞（テレビ部門）を受賞するなど反響を呼んだ。
- virtual trip ヘリテージジャパン 軍艦島 廃墟の迷宮（2015年7月15日）。ポニーキャニオンより発売されたDVD/Blu-rayのシリーズのひとつ。貴重な写真や映像とともに島の建造物や歴史を紹介している。BS11で、2016年6月26日に放送された。